# Historia Madagaskaru
Historia Madagaskaru – dzieje położonej na Oceanie Indyjskim u południowo-wschodnich wybrzeży Afryki wyspy Madagaskar od momentu pojawienia się na niej człowieka.
Najstarsze wzmianki o Madagaskarze pochodzą z I wieku, gdy wyspa została przypuszczalnie po raz pierwszy wymieniona w źródłach pisanych. Madagaskar, położony na szlakach handlowych między Arabią a wschodnim wybrzeżem kontynentu afrykańskiego, prawdopodobnie był znany Arabom już w IV wieku, zaś opisany został przez arabskich podróżników w X wieku. Możliwe, że w XI wieku o wyspie wiedzieli Chińczycy. Europejczycy przybyli na nią w 1500 roku.
Najstarsze ślady człowieka na Madagaskarze pochodzą z epoki żelaza. W I wieku przybyła tu ludność pochodzenia malajsko-polinezyjskiego. Przez kolejne stulecia miało miejsce kilka faz zaludnienia wyspy. Nierówne odstępy czasu, w jakim przybywali osadnicy, przyczyniły się do zróżnicowania etnicznego mieszkańców. Przed przybyciem Europejczyków główną siłą gospodarczą Madagaskaru był handel, realizowany przez osiadłych na północnym wybrzeżu Arabów. W XIV wieku rozpoczęło się zasiedlenie centrum Madagaskaru przez przybyłych z Indonezji przodków Merina, jednej z obecnych grup etnicznych. Od XV wieku nastąpił rozwój handlu niewolnikami.
Pierwszymi Europejczykami na Madagaskarze byli Portugalczycy, którzy przez ponad stulecie wykorzystywali wyspę jako punkt przystankowy w drodze do Indii. W XVII wieku swoją pozycję na Madagaskarze zaczęli wzmacniać Francuzi, traktujący go jako źródło taniej siły roboczej, pozyskiwanej dla zakładanych na pobliskich wyspach plantacji. Na przełomie XVII–XVIII wieku Madagaskar stanowił bazę dla piratów, poszukujących niewolników na sprzedaż. Po ich pokonaniu Francja umocniła swoją pozycję ekonomiczną i rozpoczęła zakładanie na wybrzeżach faktorii, stopniowo zmierzając do kolonizacji wyspy. Na przełomie XVIII–XIX wieku rywalem osłabionej politycznie Francji w sporze o wpływy na Madagaskarze była Anglia. Ostatecznie Anglia w 1896 roku zaakceptowała aneksję Madagaskaru przez Francję.
Najwcześniejsze organizmy państwowe na Madagaskarze pojawiły się w XVII wieku. Tworzyły je ludy ze szczepów Sakalawa, Betsimasaraka i Merina. Panujące prawo rodowo-plemienne nie sprzyjało zjednoczeniu wyspy aż do początków XIX wieku, gdy doszło do scalenia terytorium pod berłem króla z ludu Merina. W XIX wieku Europejczycy zdobywali coraz większe wpływy w królestwie Imerina poprzez uzyskiwanie kolejnych koncesji. Władcy zjednoczonego Madagaskaru podejmowali działania, aby zapobiec podporządkowaniu wyspy państwom europejskim. Po konfliktach zbrojnych między Madagaskarem po jednej stronie a Francją i Anglią po drugiej królestwo Imerina przestało istnieć, a wyspa została kolonią francuską.
Na początku XX wieku na wyspie narodziły się ruchy nacjonalistyczne, skierowane na uzyskanie praw politycznych od metropolii. Dążenia mieszkańców Madagaskaru do niezależności przybrały na sile po II wojnie światowej. Francja poszła na ustępstwa, ogłaszając najpierw Madagaskar swoim terytorium zamorskim, a w 1960 roku dając mu suwerenność. Najnowsza historia Madagaskaru obejmuje okres czterech republik. Pierwsza, trzecia i czwarta miały ustrój demokratyczny, druga – socjalistyczny. Zmiany ustrojowe były powodowane kryzysem gospodarczym i różnicami etnicznymi, które przekładały się na kryzys polityczny.

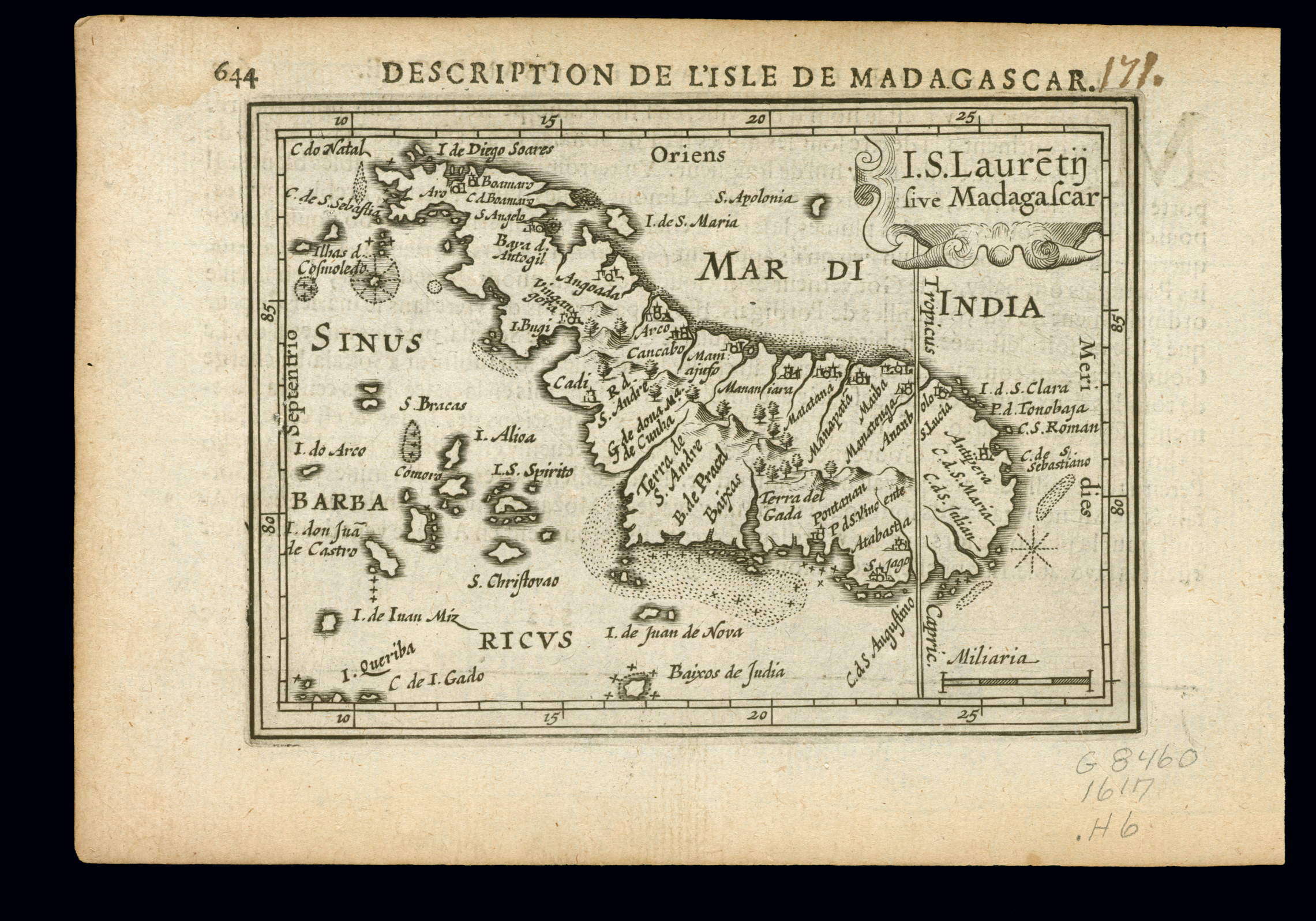
Mapa Madagaskaru (1616)

## Historia badań nad Madagaskarem

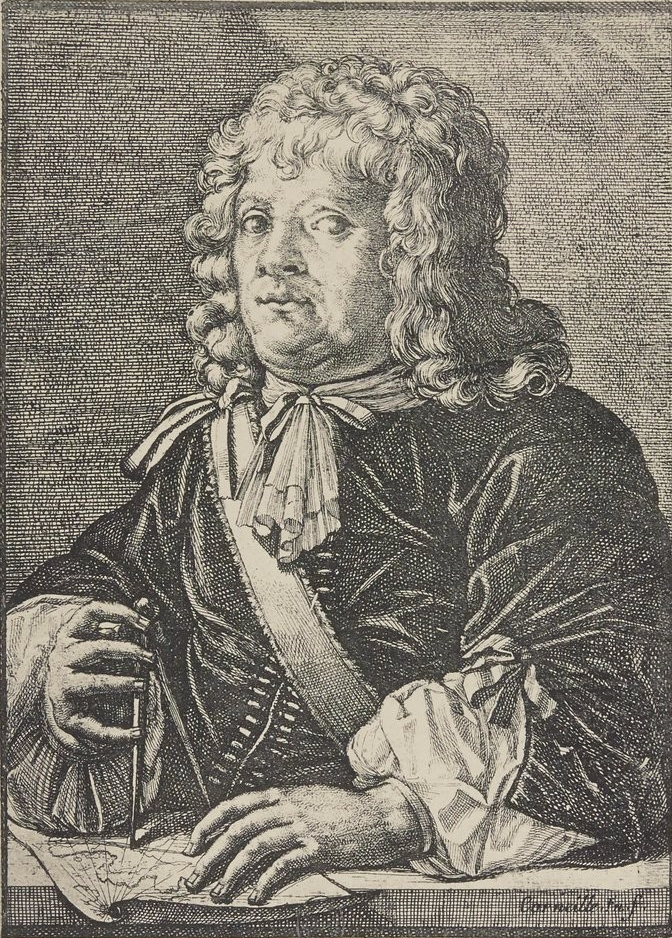
É. de Flacourt (1607–1660)

Nazwa Madagaskar jest wynikiem błędu popełnionego przez XIII-wiecznego podróżnika Marca Pola, który w opisie swoich podróży wspomniał o Mogadiszu, mylnie określając to miasto jako wyspę. Zniekształcona nazwa Mogadiszu jako Madagaskar w późniejszych czasach przyjęła się w dziejopisarstwie europejskim. W języku malgaskim nazwa wyspy oznacza „ląd na końcu świata”.
Europejczycy dowiedzieli się o Madagaskarze w 1500 roku. Po raz pierwszy wyspa została uwzględniona na mapie Dioga Ribeiry w 1519 roku. W połowie XVII wieku jeden z przedstawicieli Kompanii Wschodnioindyjskiej, Étienne de Flacourt, sporządził opis geograficzny wyspy. Jego dzieło Histoire de la grande isle de Madagascar zostało wydane w Paryżu w 1658 roku. Dalsze badania wyspy zostały zahamowane ze względu na szerzące się w regionie piractwo, dlatego przez długi czas znano jedynie ogólne zarysy wyspy oraz naniesione na mapy położenia portów i faktorii europejskich. W 1776 roku Francuz d’Apres de Mannovillette sporządził dokładniejszą mapę z ich współrzędnymi.
Po raz pierwszy w głąb wyspy wyruszyła ekspedycja francuskiego badacza Nicolasa Mayeure’go w latach 1770–1780. Towarzyszyła w podbojach Maurycemu Beniowskiemu. Nicolas Mayeure sporządził opis północnej i środkowej części Madagaskaru. Beniowski zaś był autorem pamiętnika Historia podróży i osobliwych zdarzeń…, będącego pierwszym szczegółowym opisem wyspy.
W latach 20. XIX wieku rozpoczęto prace badawcze nad wybrzeżem Afryki Wschodniej. Dowodził nimi kapitan brytyjskiej marynarki wojennej, William Fitzwilliam Owen. Badaniami objęto także Madagaskar. Wykonane zostały zdjęcia hydrograficzne brzegów i wód przybrzeżnych. W 1833 roku zostały wydane wyniki badań Owena w dziele Narrative of voyages to explore the shores of Africa, Arabia and Madagascar. W latach 30. XIX wieku podobne badania przeprowadzili Francuzi. W 1846 roku Louis Édouard Bouët-Willaumez wydał w Paryżu dzieło Nawigacyjny opis brzegów, zawartych między Senegalem i równikiem. W połowie XIX wieku francuski marynarz opublikował w Paryżu trzy prace: Podróż na wschodni brzeg Afryki (1846), Dokumenty dotyczące historii, geografii i handlu zachodniej części wyspy Madagaskar (1845) oraz Dokumenty dotyczące historii, geografii i handlu Afryki Wschodniej (1856-1857).
W 1834 roku na wyspie zostały znalezione rozbite jaja dużego ptaka, nazwanego epiornisem. O tym, że na Madagaskarze żył gigantyczny ptak, wspominał w 1658 roku Flacourt. W XIX wieku jego relacja była uważana za legendę. Znalezisko zostało przewiezione do Francuskiej Akademii Nauk, gdzie podjęto decyzję o zorganizowaniu ekspedycji naukowej na wyspę. Do wyprawy doszło dopiero w 1865 roku. Dowodził nią Alfred Grandidier. Głównym celem ekspedycji było poszukiwanie epiornisa. Grandidierowi udało się ustalić, że ten gatunek został wybity przez myśliwych malgaskich i krokodyle.
W latach 1865–1870 Grandidier dokonał 1500 pomiarów teodolitem, ustalił dokładną szerokość geograficzną 1885 punktów oraz współrzędne 28 miejscowości. Opisał cechy rzeźby i hydrografii wyspy, charakter roślinności. W 1870 roku Gardinier wykonał zdjęcia topograficzne na obszarze 1800 km² oraz naniósł na mapie położenie kilku tysięcy punktów. Jego badania zaowocowały wydaniem w 1871 roku mapy w skali 1:1850 000.
W latach 1874–1875 prace Gardiniera kontynuował Shaw. Zbadał on południowo-wschodnią część Madagaskaru. W 1876 roku Suell opisał wyspę na linii od Tananariwy do zachodniego wybrzeża. James Sibree badał wewnętrzne obszary w tym samym roku. Muillens natomiast naniósł poprawki na szereg obserwacji Gardiniera. W 1885 roku Gardinier zebrał wyniki badań, dokonanych w drugiej połowie XIX wieku, i wydał je w monografii Histoire physique, naturelle et politique de Madagascar.
Pod koniec XIX wieku wraz z francuską ekspedycją kolonialną organizowano dalsze wyprawy badawcze w głąb kraju. W 1892 roku Louis Catat i Casimir Maistre zbadali południowo-wschodnią część Madagaskaru. W tymże roku H. Gautier opisał wyspę pod względem fizycznogeograficznym. W latach 1896–1906 francuscy topografowie wydali mapę wyspy w skali 1:500 000. W okresie 1898–1902 Guillaume Grandidier badał południowe i zachodnie części Madagaskaru. Na początku XX wieku trwały badania flory i fauny oraz geologiczne i etnograficzne. Od 1906 roku w nowo powstałej w Tananariwie Służbie Geograficznej trwały prace geodezyjne, których wynikiem było sporządzenie mapy w skali 1:100 000.

## Madagaskar w epoce przedkolonialnej

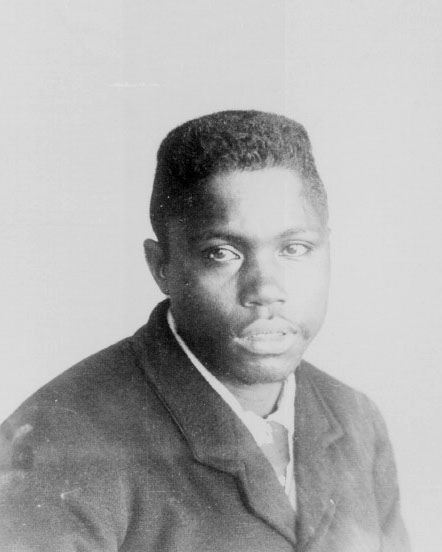
Przedstawiciel Hova (1896)

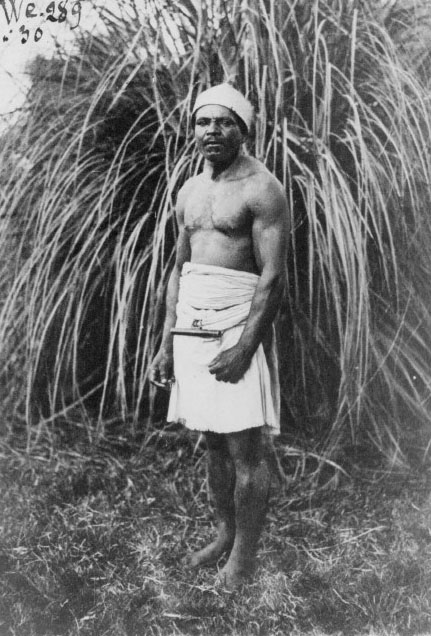
Przedstawiciel Betsileu (1908)

Historycy nie są zgodni, kiedy nastąpiło odkrycie Madagaskaru. Przypuszczalnie wyspa została wymieniona w Periplusie Morza Erytrejskiego z około 60 roku. Madagaskar leżał na morskich szlakach handlowych między przedmuzułmańską Arabią a wschodnim wybrzeżem Afryki. Prawdopodobnie wyspa była znana Arabom już w IV wieku. Na północnym jej wybrzeżu odnaleziono monetę z epoki Konstantyna Wielkiego. W dziele arabskiego podróżnika Al-Masudiego Złote niwy i diamentowe kopalnie z X wieku pojawił się opis kraju Waq Waq. Istnieje hipoteza, że nazwa ta mogła odnosić się do Madagaskaru. Wątpliwa pozostaje sprawa odkrycia wyspy przez Chińczyków. Dokument chiński z 1178 roku, prawdopodobnie dotyczący Madagaskaru, wskazywał na istnienie na morzu wyspy, którą zamieszkały dzikie ludy o czarnych ciałach i kręconych włosach. Nadawały się na niewolników, ponieważ nie tęskniły za domem. Sprzedawano ich za wysoką cenę Arabom.
Do epoki żelaza Madagaskar był niezamieszkały. Nie znaleziono tu śladów obecności człowieka, pochodzących z epoki kamiennej. Choć wyspa geograficznie uznawana jest za część Afryki, zasiedlona została przez ludność o pochodzeniu malajsko-polinezyjskim. Dyskusyjna jest sprawa, kiedy i skąd przybyli Malgasze, stanowiący 98% ludności Madagaskaru. Koloniści, najprawdopodobniej Indonezyjczycy z Jawy, przypłynęli z Archipelagu Malajskiego (Azja Południowo-Wschodnia) w I wieku. Nie jest także jasne, z jakich powodów przodkowie Malgaszy opuścili swoje dotychczasowe miejsce zamieszkania oraz nieznana jest droga, którą dotarli na wyspę. Prawdopodobnie wędrówki na Madagaskar odbywały się przez Indie, Cejlon, Komory oraz wzdłuż wybrzeża Afryki Wschodniej.
Pewną wskazówką do określenia pochodzenia Malgaszy mogą być wyniki badań lingwistycznych, na podstawie których określono przynależność języka malgaskiego do grupy języków indonezyjskich. Szereg zapożyczeń z języków Bantu stanowi jednak utrudnienie dla tych badań. W latach siedemdziesiątych XX wieku R. K. Kent, łącząc dotychczasowe ustalenia badań lingwistycznych, etnograficznych i historycznych, wysnuł teorię, że obszar, rozdzielony Kanałem Mozambickim, w pierwszym tysiącleciu zamieszkała ludność afro-malgalska. Kładł przy tym nacisk na dużą rolę ludów Afryki w etnogenezie Malgaszy. Afro-Malgasze znad wschodnich wybrzeży Afryki zostali wchłonięci przez migrujące z zachodu plemiona Bantu. Natomiast na Madagaskar aż do XVI wieku napływała ludność azjatycka. Dlatego na wyspie przetrwał element afro-malgaski, a język Malgaszów został zaklasyfikowany jako język azjatycki.
W ciągu pierwszego tysiąclecia Madagaskar został zaludniony. Badacz R. K. Kent wyróżnił trzy fazy migracji Indonezyjczyków do Afryki. Były to ludy niejednolite etnicznie. Nazwał osadników po malgasku lakato („ludzie potrafiący posługiwać się łodzią i wysięgnikiem”). Lakato pierwszej fazy migracji po przybyciu do Afryki Wschodniej zetknęli się z plemionami Bantu. Tak zaczęło się formowanie ludności afro-malgalskiej. Stopniowo nadchodziła kolejna fala Bantu z głębi Afryki ku wschodniemu jej wybrzeżu i Afro-Malgasze byli zmuszeni do przeniesienia się na wschód, na Madagaskar. Lakato II, druga fala migracyjna, dała początek kilku grupom etnicznym na Madagaskarze, które przyczyniły się do powstania języka malgaskiego. Osadnicy tej fazy przynieśli ze sobą umiejętność uprawy roli i hodowli bydła, charakterystycznego budownictwa tarasów na stokach, megalitów oraz fortyfikacji osad, wzbogacili wierzenia o kult przodków, wprowadzili rytualne składanie ofiar i zwyczaje grzebalne oraz symbolikę koloru czerwonego jako oznaki władzy. Znali instytucję naczelnika wioski. Rozpowszechnili na wyspie odmienny typ ceramiki, mający wiele wspólnych cech z ceramiką ludów Bantu. Wiodącą rolę w formowaniu kultury Malgaszy odegrały ludy Vazimba i Arindrano. Trzecia faza migracji, nazwana przez Kenta lakato III, nastąpiła na przełomie pierwszego i drugiego tysiąclecia. Główną przyczyną wędrówki ludów był rozwój kontaktów handlowych w regionie. Osadnicy trzeciej fali byli zróżnicowani etnicznie, kulturowo i religijnie. Należały do nich przeważnie ludy Suahili i Bantu, które podjęły kolonizację Afryki Południowej. W okresie trwania fazy lakato III na północy Madagaskaru wyłoniła się kultura Antalaotra-Suahili.
Powodem przybycia Suahili na Madagaskar były wojny i konflikty na tle religijnym w ich ojczystych krajach. Przybysze z Suahili zakładali osady na północy Madagaskaru. Utrzymywali kontakty handlowe z Półwyspem Arabskim i Suahili. Ślady ich osadnictwa znaleziono również w południowo-zachodniej części wyspy.
Na wyspie w X-XI wieku pojawili się Arabowie. Przypuszcza się, że występujące w XII-wiecznej literaturze arabskiej określenie Dżesire Komor odnosi się do Madagaskaru. Oznacza Wyspę Indonezyjczyków. Arabowie, określani przez Portugalczyków poleis, założyli swoje osady w północno-zachodniej części Madagaskaru. Miały one charakter handlowo-produkcyjny. Osady te powstawały na pobliskich wyspach, zaś plantacje ryżu, należące do nich, ulokowane były na Madagaskarze. Poleis utrzymywali kontakty handlowe z Mogadiszu, Malindi i Kilwa (wskazują na to badania archeologiczne). Do największych i najbogatszych miast tej części Madagaskaru należało Lulungane na wyspie Nosi Manju. Mieszkańcy Lulungane importowali z Afryki Wschodniej tkaniny i kruszce. Wywozili natomiast ryż pochodzący z pobliskich plantacji, bydło i wosk pszczeli, które były kupowane od Malgaszy. Na polach ryżowych pracowali niewolnicy sprowadzani z Afryki. W 1507 roku Lulungane zostało zdobyte przez Portugalczyków.
W XIV-XV wieku w północnej części Madagaskaru znaczny wpływ gospodarczy zyskało miasto Iharana (współcześnie Vohémar), założone przez migrantów arabskich. Osada utrzymywała kontakty handlowe z Kilwa i Dalekim Wschodem. Ludność z Iharany podjęła dalszą migrację na południe wyspy wzdłuż wybrzeża. Byli to przodkowie grup społecznych Zafi-Raminia i Antemoro. Społeczności te zachowały arabskie tradycje, pismo arabskie i umiejętność wyrobu papieru. Zafi-Raminia i Antemoro założyły własne państwo, które w XVI wieku rozpadło się na kilka mniejszych państewek.
W XIV-XV wieku na Madagaskar przybyli z Indonezji przodkowie Merina. Wylądowali na północnym wybrzeżu wyspy, skąd zaczęli wędrówkę w głąb, osiedlając się na obszarze zwanym Imerina. Początkowo byli pokojowo nastawieni wobec starszych kolonistów, jednak na przełomie XV i XVI wieku, gdy Merina dowodzili Andrianaponga i Andriamanelo, doszło do walk z tubylczym plemieniem Vazimba, wskutek których ci ostatni uznali rządy przybyszów. Merina pozwolili zachować Vazimba ich prawa do ziemi.
Według relacji przybyłych na Madagaskar w XVI wieku Portugalczyków na wyspie istniały osady Kafrów – ludności murzyńskiej z grupy Bantu. Ulokowane były na brzegach zatoki Sada (Anorontsanga). Kafrowie w liczbie około 2 tysięcy prawdopodobnie byli zbiegłymi z Malindi, Mombasy i Mogadiszu niewolnikami. O ich pochodzeniu świadczył język, którym się porozumiewali. Przypominał on język Kafrów mieszkających na kontynencie afrykańskim.
Madagaskar był w znacznym stopniu zróżnicowany etnicznie i kulturowo, co było spowodowane licznymi falami migracji. Do początku XVI wieku na wyspie mieszkało około osiemnastu grup etnicznych. Przybysze osiedlali się początkowo na wybrzeżach, ale z biegiem czasu przenosili się coraz bardziej w głąb wyspy. W XIII wieku centrum wyspy zostało zajęte przez Vazimba, lud o afrykańskich korzeniach, który nie posiadał nawet najprostszych form organizacji politycznej, dlatego został zdominowany przez napływających na jego tereny przybyszy. Wchłonęli go nacierający ze wschodu Hova, którzy wprowadzili indonezyjski typ umocnień osadniczych i upowszechnili uprawę ryżu w wodzie. Poszczególne grupy ludności różniły się przede wszystkim formą działalności gospodarczej (Sakalawa – na zachodnim wybrzeżu – zajmowali się głównie hodowlą bydła, natomiast Merina – w centrum – uprawiali ryż, Wezu – na zachodzie wyspy – zajmowali się rybołówstwem). W X wieku mieszkańcy Madagaskaru regularnie odbywali wyprawy łupieskie na afrykańskie osady handlowe. W XII–XIII wieku podstawową formą gospodarki Madagaskaru był handel w basenie Oceanu Indyjskiego. Z wyspy wywożono głównie ryż. Na Madagaskar importowano żelazo, złoto i prawdopodobnie miedź. W XV wieku rozkwitł handel niewolnikami, sprzedawano ich głównie na wschodnie wybrzeża Afryki i prawdopodobnie na Daleki Wschód. Nieznane jest, skąd dokładnie ich sprowadzano. Mogli pochodzić zarówno z wypraw wojennych (Bantu), jak i być skutkiem wymiany handlowej (Malgasze).

## Madagaskar w orbicie zainteresowań mocarstw europejskich

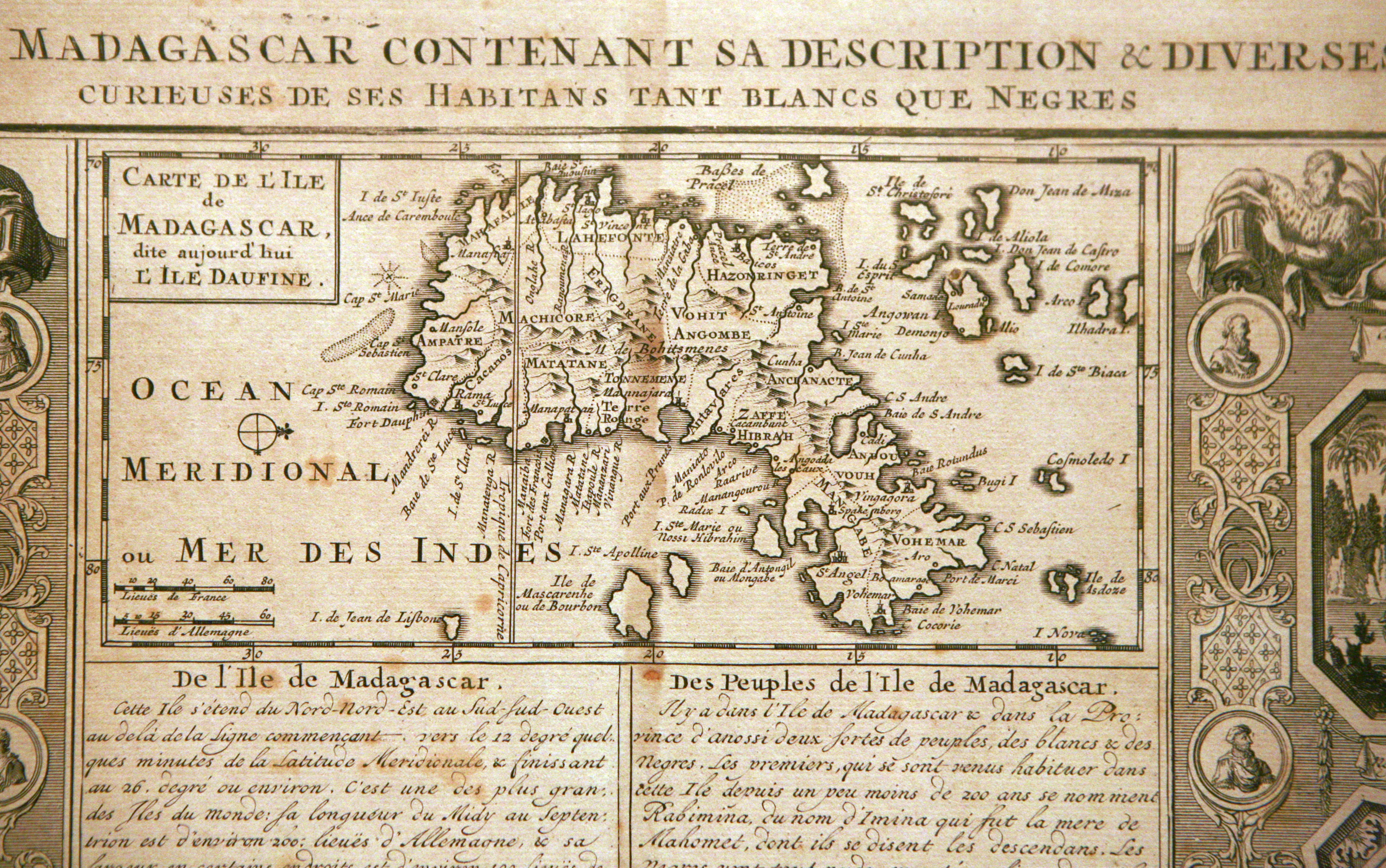
Madagaskar w XVII wieku

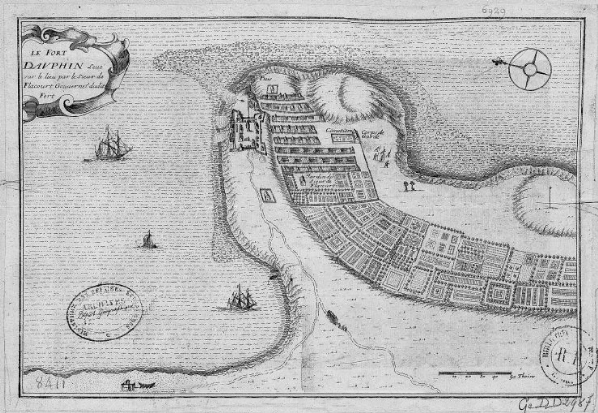
Fort Dauphin według szkicu Flacourta (1650)

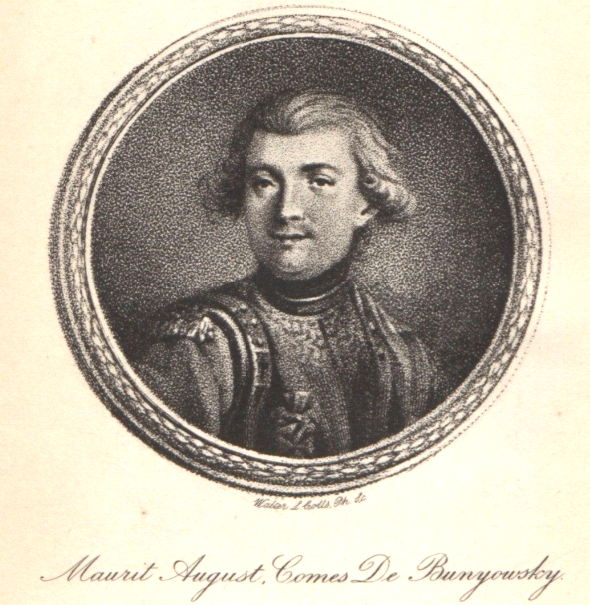
M. Beniowski (1746-1786)

Madagaskar został odkryty przez Europejczyków w 1500 roku przez portugalskiego żeglarza Diogo Diasa. Jeden z płynących do Indii statków flotylli Pedra Álvaresa Cabrala w pobliżu Przylądka Dobrej Nadziei zmienił kurs na wschodni po tym, jak stracił z oczu pozostałe okręty. Podążając w tym kierunku, dopłynął do wielkiej wyspy, którą okazał się być Madagaskar. Portugalczycy nazywali go Wyspą Świętego Wawrzyńca. W 1506 roku na Madagaskar przybył oddział Fernanda Suareza. W 1517 roku portugalski kartograf Pedro Reinel sporządził mapę wyspy, która wiernie odzwierciedlała jej kształty.
Dla Portugalczyków Madagaskar nie stanowił źródła zainteresowania, gdyż nie posiadał bogactw naturalnych. Przybysze dążyli do rozwoju handlu w regionie i dla nich powiązania wyspy ze wschodnim wybrzeżem Afryki Wschodniej mogło stanowić zagrożenie dla tego przedsięwzięcia. Dlatego podporządkowali sobie wpierw sojuszników Madagaskaru, a później spacyfikowali osłabione miasta na północy wyspy. Z czasem w basenie Oceanu Indyjskiego pojawili się Holendrzy, Anglicy i Francuzi. Między konkurentami doszło do podziału stref wpływów w regionie Afryki Wschodniej. Europejczycy dążyli do utworzenia baz i portów, gdzie mogliby uzupełniać prowiant podczas rejsów handlowych z Europy do Indii. Na Madagaskar statki europejskie przybijały nieregularnie. Zjawienie się tu Europejczyków zapoczątkowało upadek organizacji państwowej i gospodarki wyspy. Pod koniec XVI wieku ludność, zamieszkała na Madagaskarze, była oceniana na około 700 tysięcy. W XVI wieku Portugalczycy niejednokrotnie rabowali Madagaskar, nie zadbali jednak o umocnienie swoich wpływów w kraju.
W połowie XVII wieku Francuzi, którzy planowali założenie plantacji na sąsiednich Maskarenach, zainteresowali się Madagaskarem jako źródłem taniej siły roboczej. W 1642 roku powstała Francuska Kompania Wschodnioindyjska. Jej celem było zdobycie Maskarenów. Madagaskar miał zostać bazą wypadową na pobliskie wyspy. U jego wybrzeży, na wyspie Sainte Luce, wysadzono trzynastu osadników, którzy mieli za zadanie założyć fort. W 1643 roku w południowej części Madagaskaru powstał Fort Dauphin, skąd podjęto kroki do opanowania północno-wschodniej części wyspy, położonej nad Zatoką Antongila, oraz wyspy Sainte Marie. W latach 1642–1643 fortem dowodził Ponis, jednak ani on, ani jego następca w latach 1643–1655, Flacourt, nie potrafili nawiązać przyjaznych stosunków z Malgaszami. Brakowało towarów do wymiany handlowej, dostawy z Francji były nieregularne, dlatego Francuzi organizowali notoryczne wyprawy łupieżcze i wymuszali na rdzennej ludności daniny. W 1665 roku z Francji przybyła nowa fala kolonistów. W 1674 roku Fort Dauphin został zdobyty przez Malgaszy (Antanusi), a większość przebywających tam Francuzów wymordowano. Przyczyn niepowodzenia Francji w XVII-wiecznej polityce osadniczej na Madagaskarze upatruje się w rozbieżnościach interesów między ministrem finansów Ludwika XIV, Jean-Baptiste Colbertem, zwolennikiem francuskiego osadnictwa na wyspie, a przywódcami Kompanii Indyjskiej. Przeciwnicy odmówili dostarczenia środków na realizację planów Colberta i skupili się na handlu z Indiami i rozwijaniu gospodarki plantacyjnej na Maskarenach.
Rozwój handlu z Europą, jaki nastąpił w XVII stuleciu, oraz postępujące osadnictwo w głąb wyspy wpłynęły na wykształcenie się na Madagaskarze rynków lokalnych i regionalnych oraz zróżnicowanie gospodarki. Zasiedlenie centralnej części wyspy przyczyniło się do rozwoju handlu dalekosiężnego. Wymiana handlowa polegała na pozyskaniu za pomocą bogatych darów zgody miejscowego władcy bądź naczelnika wsi oraz znalezienia odpowiedniego agenta handlowego. W odróżnieniu od handlu na kontynencie afrykańskim, agentem na Madagaskarze zostawała kobieta. Najczęściej pochodziła z rodu arystokratycznego. Poślubiana była przez kupca europejskiego, dzięki czemu kupiec zyskiwał protekcję władcy plemienia, z którym chciał nawiązać stosunki handlowe. Na Madagaskar sprowadzano amunicję, indyjskie tkaniny, alkohol, wyroby metalowe i ozdoby. Środkiem płatniczym był hiszpański srebrny piastr, często stosowano barter. Za monetę przeliczeniową uchodził francuski liwr.
Pod koniec XVII wieku północno-wschodnie wybrzeża wyspy zaczęli najeżdżać europejscy i amerykańscy piraci, zakładając osady i wchodząc w związki rodzinne z tubylcami. Ich zainteresowanie wyspą wynikało przede wszystkim z możliwości zdobycia ciemnoskórych niewolników, którzy byli poszukiwanym towarem w Indiach, cenieni przez Portugalczyków i Holendrów. Piraci zakładali własne bazy na wybrzeżach Madagaskaru i pobliskich wyspach. W latach 1685–1726, dysponując dziesiątkami okrętów, hamowali rozwój gospodarki plantacyjnej, utrudniali handel i geograficzne badania wyspy. W latach 1685–1705 piraci pod dowództwem Avery, Missona i Kida zdobyli największe wpływy w regionie. Założyli swoje bazy na Sainte Marie, Rantabé, Foulpointe, Tintingue oraz na Nosy Mangabe w Zatoce Antongila, a także w Antalaha i Vohémar. Piraci współpracowali z miejscowymi władcami, którym dostarczali broń. Wywierali wpływ na lokalną politykę poprzez zawieranie związków małżeńskich z malgaskimi księżniczkami, brali udział w wojnach domowych, które traktowali jako okazję do uprowadzenia jeńców w niewolę. W 1722 roku państwa europejskie podjęły próby zlikwidowania piractwa w regionie. Nie rozwiązało to problemu, nadwerężyło jedynie potęgę piratów.
W XVIII wieku Madagaskar pełnił funkcję osłony dla francuskich plantacji na Maskarenach, gdzie zaczęto uprawiać kawę. Nasiliła się rywalizacja gospodarcza w regionie między Francją a Wielką Brytanią. Oba państwa dążyły do podboju wyspy i przyłączenia jej do swego imperium. Na wschodnim wybrzeżu Madagaskaru zakładano kolejne faktorie, które miały chronić interesy maskareńskich plantatorów i kontrolować francuską politykę kolonialną w regionie. Początkowo dużą rolę na wschodnich wybrzeżach wyspy odgrywało biuro w Tamatave. W połowie XVIII wieku otworzono faktorię w osadzie Foulpointe, położonej około 250 km na południe od Tamatave. Faktoria Foulpointe sąsiadowała z ludem Betsimisaraka, z którym starała się utrzymywać pokojowe stosunki. W ramach wymiany handlowej władcy Betsimisaraka, Zanahary (zginął podczas wyprawy w 1767 roku), Yavi (1767–1791) i Zakavola (1791–1803), regularnie dostarczali Francuzom na sprzedaż niewolników, zdobytych podczas wypraw wojennych. W latach 1774–1776 na faktora w Foulpointe wyznaczono Maurycego Beniowskiego. Zamiast dbać o interesy plantatorów, Beniowski nawiązał kontakty z Malgaszami i planował podbój Madagaskaru oraz objęcie władzy na wyspie w imieniu Francji. W latach 1768–1771 oraz 1774–1776 Francuzi zorganizowali dwie wyprawy w głąb wyspy. Na czele drugiej stał Maurycy Beniowski, który 10 października 1776 roku ogłosił się cesarzem Madagaskaru. Zginął w potyczce 23 maja 1786 roku.
W 1770 roku Francja posiadała już cztery biura kolonialne, które między innymi zaopatrywały plantacje na Maskarenach w tanią siłę roboczą. Cena niewolnika w pierwszej połowie XVIII wieku wynosiła około 30 liwrów. Po 1760 roku zaczęła rosnąć: w latach 1767–1770 wynosiła około 200 liwrów, w 1785 roku – 300 liwrów, pod koniec XVIII stulecia wahała się od 320 do 540 liwrów. Szacuje się, że w latach 1755–1808 na Maskareny wschodnie faktorie francuskie wysłały 349 statków z niewolnikami, zaś biura zachodnie – 10.
Wielka Rewolucja Francuska i wojny napoleońskie przyczyniły się do osłabienia zaangażowania Francji na Madagaskarze. W 1810 roku Anglicy zajęli kilka posiadłości francuskich w regionie. Francuzi, w obawie przed utratą wpływów, ogłosili aneksję wyspy, jednak Wielka Brytania nie uznała tego aktu. Oba państwa rywalizowały o wyspę do końca XIX wieku. W 1896 roku doszło między nimi do porozumienia i Madagaskar stał się kolonią francuską.

## Pierwsze państwa na Madagaskarze
Zaangażowanie mocarstw europejskich na Madagaskarze w przeciwieństwie do wielu innych tubylczych państw przedkolonialnej Afryki nie spowodowało upadku istniejących tutaj malgaskich królestw. Państwa te wręcz rozwijały się od XVII wieku dzięki kontaktom z francuskimi punktami handlu niewolnikami położonymi na znajdujących się w pobliżu Madagaskaru wyspach Îsle de Bourbon i Îsle de France.

### Państwa Sakalawa

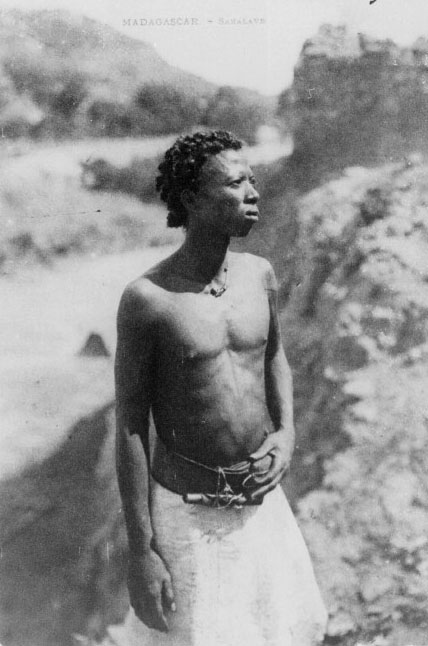
Przedstawiciel Sakalawa (1908)

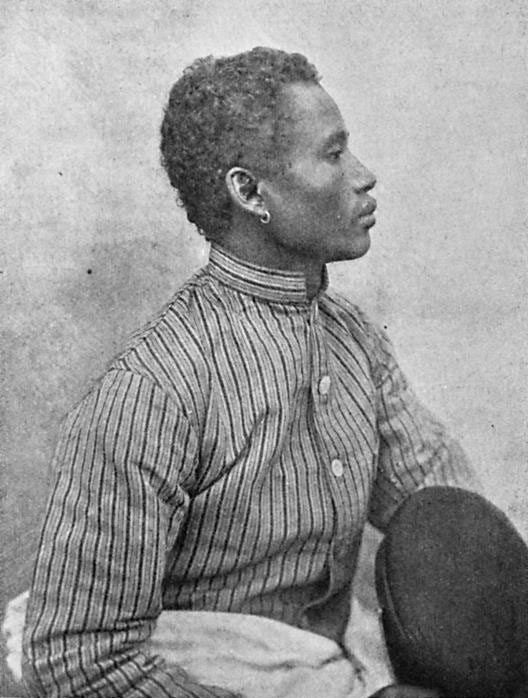
Przedstawiciel Betsimaraka (1914)

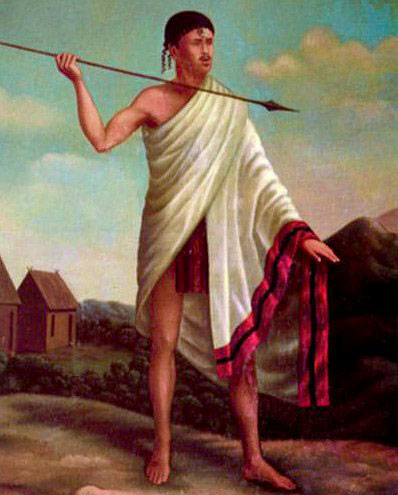
Adrianampoinimerina
(1740–1810)

Według tradycji ustnej na początku XVII wieku nad brzegiem rzeki Sakalawa (dopływ Mangoki) powstało pierwsze państwo ludu Sakalawa. Jego stolicą było miasto Bengi. Założycielem państwa był legendarny Andriamisara, przypuszczalnie wywodzący się z rządzącej na południu wyspy dynastii Maroserana, która wzięła swój początek od Anosi. Istnieje również pogląd, że przodkowie władcy byli Arabami. Andriamisara miał zwyciężyć w walce swojego brata dzięki sile, którą otrzymał od cudownego talizmanu.
Następca Andriamisary, Andriandahifotsi (zm. 1685), dzięki użyciu broni palnej, podbił terytoria na północ po Manambolo oraz na wschód po Midongy, a także włączył do państwa Antanandro i – poprzez zawarcie małżeństwa dynastycznego – Sakoambe. Przeniósł stolicę Sakalawa do Maneva. Państwo Andriandahifotsiego nazywano Menabe. Andriandahifotsi wprowadził szereg instytucji i zwyczajów, jak kult zmarłych władców, boskość panujących, pośmiertne imiona (zaczynały się od Andria i kończyły się na -arivo). Podzielił państwo na lenna, które dał książętom z rodziny, wprowadził hierarchię wśród swoich potomków: synowie pierwszej żony władcy nazywani byli Volamena („potomkowie złota”), synowie pozostałych żon zaś Volafotsi („potomkowie srebra”). Po śmierci Andriandahifotsiego w 1685 roku w Menabe wybuchła wojna o sukcesję. Zwycięstwo odniósł Trimanongarivo (zm. 1718), który kontynuował politykę poprzednika. Nawiązał też kontakty handlowe z kupcami europejskimi.
Pokonany przez Trimanongarivo w walce o sukcesję syn Andriandahifotsiego, Tsimanata, nazwany pośmiertnie Andriamandisoarivo, wraz ze swoimi zwolennikami uciekł na północ, gdzie na równinie Mananara założył państwo Boina, podbijając Sandangoatsi, Manandabo oraz Antalaotes z Nosy Manja i Boina. Stolicą państwa było miasto Tongay. Następcy Tsimanaty – Andrianamboniarivo (1712–1722) i Andriamahatindriarivo (1722–1742) – rozciągnęli kontrolę Sakalawów po zachodnie wybrzeże Madagaskaru. Szczyt potęgi Boina nastąpił za panowania Tsitavany, nazywanego pośmiertnie Andrianiveniarivo.
Zarówno w Menabe, jak i Boina wybuchały między książętami walki o władzę, co politycznie i militarnie osłabiało Sakalawów. Przegrani kandydaci byli zmuszani do emigracji i szukania terytoriów, gdzie mogli zakładać własne państewka. Niektórym z nich udało się powrócić do ojczystego kraju i objąć władzę, na przykład Tsitavana do Boina. Władców Sakalawa wybierali naczelnicy rodów spośród Volamena. Prawa do tronu posiadały także kobiety. Mężowie władczyń nie odgrywali znaczącej roli w polityce i byli często zmieniani. Panujący był czczony jak bóstwo i rzadko pojawiał się przed poddanymi.
Ludy Sakalawa zostały zjednoczone za panowania Ravahiny (ok. 1770?–1808). Dzięki nawiązaniu współpracy z władcą słabszego wówczas od Sakalawów państwa Imerina, Andrianampoinimerina, Ravahina stłumiła bunty, umożliwiając w zamian Imerina handel z zachodnim wybrzeżem wyspy oraz zapewniając nieagresję ze strony Sakalawów. Według relacji Dumaine’a z 1792 roku w stolicy państwa Ravahiny, Majunga, nie licząc Malgaszy, mieszkało około 6 tysięcy Arabów i Hindusów, którzy zajmowali się handlem. W stolicy budowano statki pełnomorskie, a co roku do Majunga z Suratu przybywały dwa statki z tkaninami bawełnianymi i jedwabnymi. Władczyni miała prawo do wyznaczania zwierzchników trzech miejskich gmin arabskich. W każdej dzielnicy państwa posiadała własne stada.
Sakalawa zajmowali się hodowlą bydła i handlem. Rolnictwo miało charakter prymitywny. Rozwojowi gospodarczemu nie sprzyjały słabe zaludnienie wielkiego obszarowo państwa, walki pretendentów do tronu i bunty poszczególnych dzielnic oraz kulturowo-etniczne zróżnicowanie społeczeństwa. Słabością Sakalawa było łączenie cech monarchii absolutnej i boskości władcy, feudalizmu i handlu.

### Betsimisaraka
Wschodnie wybrzeże Madagaskaru zamieszkiwało wiele ludów, wśród których najliczniejsze były Antanusi z wyspy Sainte Marie i Antemaroa znad Zatoki Antongila. Wśród mieszkańców wschodnich obszarów wyspy często dochodziło do wojen, zaś warunki naturalne oraz opanowanie tych terenów przez piratów i organizowane przez kupców zbrojne najazdy celem pozyskiwania niewolników nie sprzyjały powstaniu tutaj przed XVIII wiekiem państw. Organizacja polityczna i społeczna ludów wschodniego Madagaskaru nosiła charakter klanowy. Poszczególne klany miały prawo decydować o sprawach wewnętrznych, natomiast, gdy dochodziło do podjęcia ważnych decyzji w kwestiach całego ludu, zwoływano filohani, składające się z naczelników klanowych. W sprawach kontaktów handlowych decydowały kobiety. Długotrwały pobyt piratów przyczynił się do powstania licznej grupy mulatów – Zana Malata.
W pierwszej połowie XVIII wieku nad Zatokę Antongila powrócił ze studiów w Anglii syn pirata Thomasa White’a i malgaskiej księżniczki Raheny, Ratsimilaho. W celu uchronienia mieszkańców wschodnich wybrzeży przed najazdami handlarzy niewolnikami rozpoczął jednoczenie klanów. Po pokonaniu Tsikoa, zwierzchników mieszkańców znad Zatoki Antongila, został obrany królem i przybrał imię Ramaromanampo („ten, który ma wielu poddanych”). Państwo Ratsimilaho zostało nazwane Betsimisaraka („liczni – nierozłączni”). Ramaromanampo poślubił księżniczkę z Sakalawów, co zapewniło mu poparcie silniejszego od Betsimisaraka państwa Boina. W czasach swojego panowania Ramaromanampo podbił Tamatave.
Po śmierci Ramaromanampo w 1750 roku w Betsimisaraka wybuchły walki o władzę, co doprowadziło do podziału państwa między naczelnikami klanów i Zana Malata. Syn Ramaromanampo, Zanahary, nie zdołał przywrócić jedności Betsimisaraka.

### Imerina
Przodkowie Merina pojawili się na Madagaskarze na przełomie XIV i XV wieku. Przybyli z południowo-wschodniej Azji nad Zatokę Antongila, skąd rozpoczęli wędrówkę w stronę centralnego płaskowyżu. Początkowo byli pokojowo nastawieni do tubylców, Vazimba. Do konfliktów doszło na przełomie XV i XVI wieku za czasów Andrianaponga i Andriamanelo, który odniósł zwycięstwo dzięki użyciu broni z żelaza.
Pozostaje niejasne, czy Merina utworzyli na podbitych terenach nowe państwo, czy byli spadkobiercami już istniejącego. Jego terytorium kształtowało się przez pierwszą połowę XVII wieku za panowania trzech pierwszych władców – Andriamanelo (1590–1616), Ralambo (1615–1640) i Andriandazaka (1640–1665). Na ten czas przypadły reformy ustrojowe i obyczajowe, które miały doprowadzić do wykształcenia się państwowości Imerina. W procesie rozwoju państwa ważną rolę odegrało jego strategiczne położenie. Lud Merina zamieszkiwał centralną, górzystą, część Madagaskaru, nie docierały tutaj z zewnątrz prowadzone na wybrzeżach wojny i spowodowane przez nie zniszczenia.
Pierwszy władca Merina, Andriamanelo, wprowadził obowiązkowe obrzezanie królewskich synów. Ralambo podzielił arystokrację na kasty: Zafindralambo – potomkowie władców, których obowiązywała endogamia, i trzy kasty Andrianteloray, której członkowie mieli służyć władcy, za co otrzymywali nagrody. Władcy drugiej połowy XVII wieku dokonali kolejnych podziałów warstwy arystokratycznej. Na początku XVIII wieku liczba kast wynosiła już siedem.
Ralambo, następca Andriamanelo, oprócz reform społecznych, wprowadził zmiany gospodarcze. Zapewnił stały napływ pieniędzy do skarbu poprzez wprowadzenie obowiązkowego podatku vadin-aina („cena bezpiecznego życia”) dla wszystkich mieszkańców swojego państwa. Za pochodzące z podatku pieniądze była utrzymywana stała armia, która miała zapewnić bezpieczeństwo poddanych. Kolejny władca, Andriandazaka, skupił się na reformach religijnych i ideologicznych (ustanowił między innymi boskość króla), dzięki czemu wzmocnił w społeczeństwie autorytet panującego.
Pod koniec XVII wieku do władzy w Imerina doszedł Andriamasinavaluna (?–1710). Na początku jego rządów państwo posiadało obszar 150 km² i liczyło kilka tysięcy ludności, nie miało łączności z portami na wybrzeżach Madagaskaru. Andriamasinavaluna rozpoczął swoje panowanie od zjednoczenia ludu Merina. Położył nacisk na rozwój rolnictwa (irygację i uprawę ryżu) i hodowli bydła, rzemiosł (przetwórstwa żelaza), oraz handlu dalekosiężnego, dzięki któremu zaopatrywał państwo w broń palną i dochód w postaci ceł. Pod koniec życia Andriamasinavaluna podzielił Imerina między potomków.
W XVIII wieku społeczeństwo Imerina uległo dalszemu podziałowi. Na najwyższym stopniu hierarchii społecznej stał władca. Był właścicielem ziemi i mógł obdarowywać nią poddanych. Władza była dziedziczna. Na kolejnym stopniu drabiny społecznej stali tampontany i arystokracja. Tampontany, naczelnicy ziemi, byli potomkami pierwszych osadników. Następnymi w hierarchii była ludność wolna, nazywana huva. Należeli do niej kupcy i chłopi. Chłopi byli zobowiązani do uprawy ziemi i świadczeń na rzecz jej właściciela. Na najniższym stopniu drabiny społecznej znajdowali się andevu, niewolnicy.
W drugiej połowie XVIII wieku wśród państewek rozbitego Imerina na plan pierwszy wybiło się rządzone przez Rambusalama (1740–1810) Ambuhimangi. W 1787 roku Rambusalama rozpoczął proces zjednoczenia Imerina. Umocnił pograniczne osady i zreformował armię, którą uposażył w kupioną od Europejczyków broń palną. W 1794 roku władca zdobył Antananarivę i ogłosił się królem Imerina, przybierając imię Adrianampoinimerina. W kolejnych latach podporządkował ziemie ludu Sihanaka, Betsileu oraz podbił Boina. Wewnętrzne reformy Adrianampoinimerina miały na celu scentralizowanie państwa. Podzielił Imerina na sześć prowincji, które nie pokrywały się z dotychczasowymi podziałami etnicznymi i politycznymi oraz ograniczył uprawnienia arystokracji, uregulował kwestie sądownicze. W sferze gospodarczej Adrianampoinimerina skutecznie ściągał podatki, trybuty i cła, wspierał handel, rolnictwo i budownictwo dróg.

## Zjednoczony Madagaskar

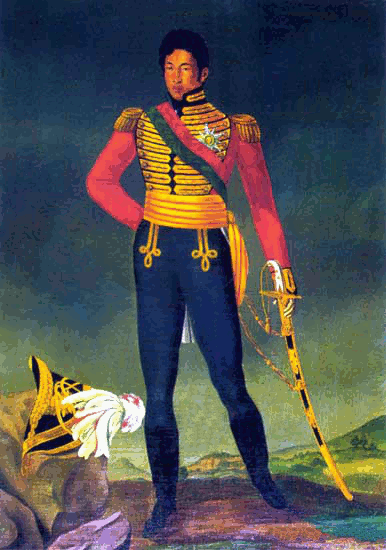
Radama I (1793-1828)

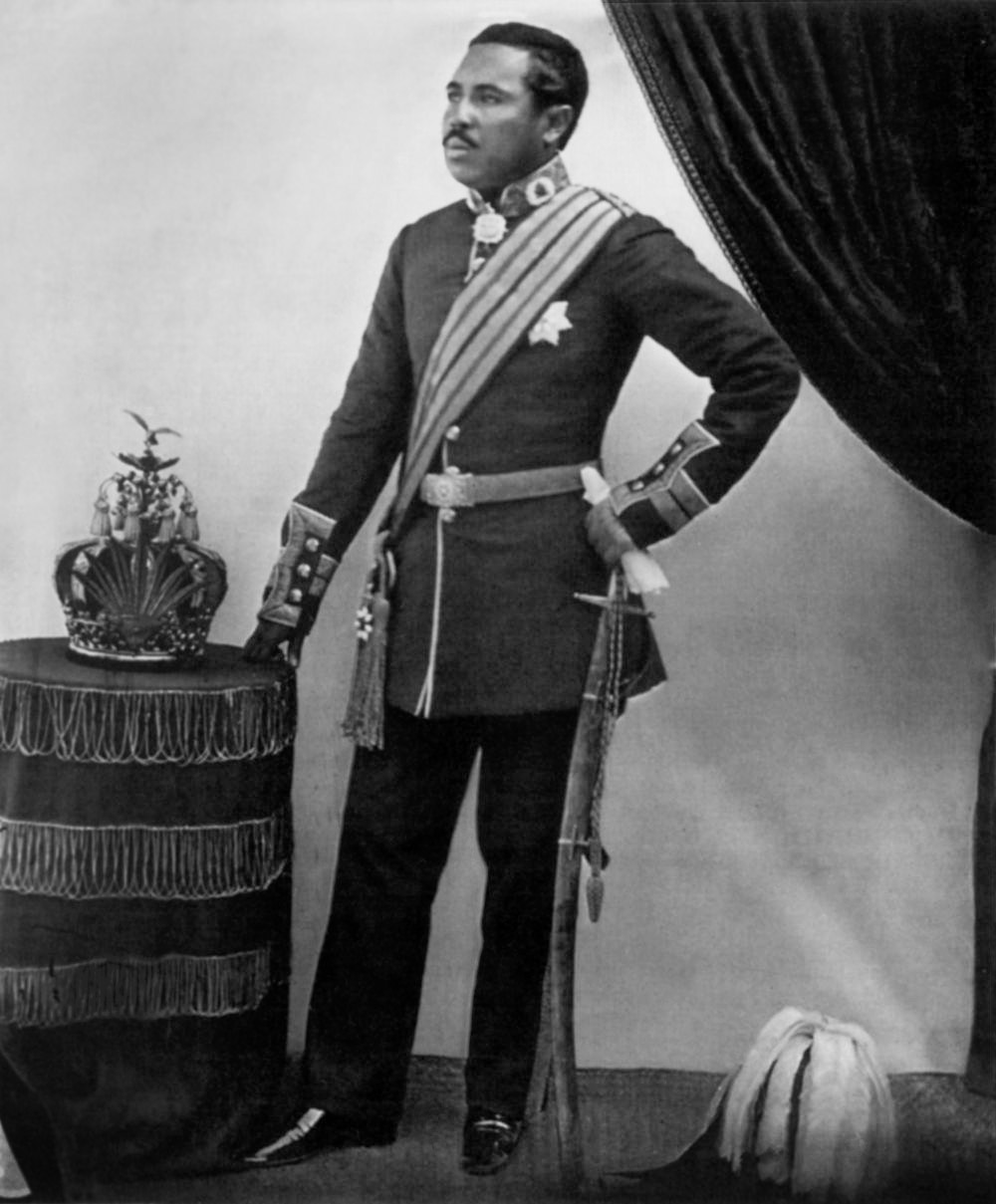
Radama II (1829-1863)

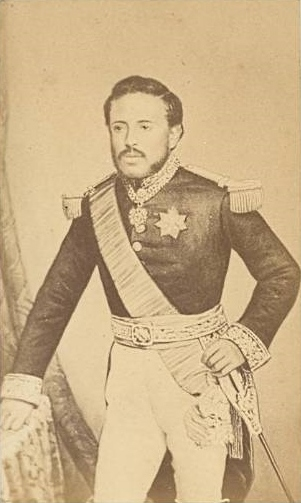
Rainilaiarivony
(1828-1896)

Szczyt rozwoju państwo osiągnęło w XIX wieku, gdy Merina podporządkowali sobie prawie całą wyspę. Następca Adrianampoinimeriny, Radama I (1810–1828) na początku rządów podbił lud Betsileo, następnie podporządkował państwo Sakalawa. Ekspansję terytorialną Radamy I wspierali Anglicy, zainteresowani utworzeniem na Madagaskarze silnego państwa, które osłabiłoby wpływy francuskie. Z ich pomocą Radama I zmodernizował armię. W 1817 roku podbił południowo-wschodnią część Madagaskaru aż po Tôlanaro (Fort Dauphine). W 1824 roku Anglicy wsparli Imerina podczas podboju Betsimisaraka. Kontrola władzy nad półmilionowym wieloetnicznym społeczeństwem była możliwa dzięki przeprowadzeniu reformy administracyjnej. Polegała ona na utworzeniu fokonolona (rad wioski). Swoje rządy Radama I oparł na uboższych warstwach, dążąc do podniesienia standardu ich życia, m.in. zawarł z Anglikami umowę o zniesieniu handlu niewolnikami. Aby ograniczyć wpływy arystokracji, której przywódcy byli zarazem kapłanami wyznań tradycyjnych, Radama I przyjął chrześcijaństwo i zezwolił protestanckiemu Londyńskiemu Towarzystwu Misyjnemu na zakładanie szkół i kościołów. Oświata odbywała się w miejscowym języku, do którego używano pisma łacińskiego. W 1828 roku kilka tysięcy osób, głównie Merina, wysłano na studia do Wielkiej Brytanii. W kraju wprowadzono prasę drukarską.
Po śmierci Radamy I w 1828 roku rządy przejęła jego żona – Ranavalona I, brutalnie rozprawiając się ze wszystkimi pretendentami do objęcia korony. W okresie rządów Ranavalony I na Madagaskarze narodziło się i rozwinęło się zjawisko ruchu religijnego o charakterze separatystycznym. Pierwsze jego przejawy pojawiły się w 1833 roku. Ruch religijny polegał na nadaniu nadrzędnego znaczenia treściom fetyszystycznym, cechowała go opozycja wobec Europejczyków. W zależności od sytuacji w państwie następowała akceptacja wybranych elementów kultury europejskiej bądź ich całkowita negacja. Polityka Ranavalony I była skierowana na ograniczenie wpływów politycznych i gospodarczych państw europejskich. Królowa powróciła do prawa zwyczajowego, unieważniając wprowadzone przez swoich poprzedników przepisy. W sferze sądownictwa reaktywowała ordalia przez wypicie trucizny. Zakazała wstępu na wyspę misjonarzom, prześladowała chrześcijan. Szacuje się, że za jej panowania stracono ich około 150 tysięcy.
W 1838 roku Ranavalona I nałożyła na Anglików restrykcje gospodarcze. Zażądała, aby prowadzili handel wyłącznie w wyznaczonych przez nią portach pod pełną kontrolą madagaskarskich urzędników. W odwecie Anglicy wspólnie z Francuzami dokonali zbombardowania miasta portowego Tamatawy. Port został ponownie otwarty dla handlu w 1853 roku. Dzięki pomocy Francuza Jeana Laborde’a uruchomiła w Mantasoa w pobliżu Antananarywy produkcję broni palnej, cementu i tkanin.
Panowanie następcy Ranavalony I, Radamy II (1861–1863), charakteryzowało się zwrotem w kierunku Europejczyków i odnowieniem kontaktów z państwami zachodnimi. Radama II ponownie podpisał skasowane przez swoją poprzedniczkę traktaty handlowe i zezwolił na działalność katolickich misjonarzy francuskich. Rządy Radamy II trwały dwa lata, został zabity przez grupę arystokracji, zaniepokojonej profrancuską polityką władcy oraz obawą przed utratą przywilejów. Jego następcą została wdowa, Rasoherina (1863–1868), która zerwała porozumienie z Francją i zakazała Laborde’owi działalności gospodarczej i zmieniła kierunek polityki na proangielski.
Po jej śmierci na tron wstąpiła Ranavalona II. Rządziła wyspą w latach 1868–1883. Realna władza znajdowała się w rękach drugiego męża królowej, premiera Rainilaiarivony, którego polityka była skierowana na uniemożliwienie mocarstwom europejskim zaanektowania wyspy oraz zahamowanie postępującej jej kolonizacji. Dlatego premier dążył do centralizacji administracji i sądownictwa państwowego. W tym celu został powołany sztab urzędników, którzy mieli kontrolować działalność arystokracji rodowo-plemiennej i lokalnych władców feudalnych. Aparat nadzoru składał się przeważnie ze zdemobilizowanych żołnierzy, których wysyłano na wsie.
W okresie rządów premiera Rainilaiarivony zakazano poligamii, a w 1877 roku na Madagaskarze zostało zniesione niewolnictwo. Rząd przeznaczył pieniądze na uwolnienie kilku kategorii niewolników, ograniczył handel nimi i zakazał zabierania do niewoli za długi. W 1881 roku zostało powołanych dziesięć ministerstw, które miały kontrolować administrację i gospodarkę. Stopniowo zrezygnowano z pańszczyzny na rzecz pracy najemnej. Rząd popierał powstawanie przedsiębiorstw. Rainilaiarivony dążył do wzmocnienia armii. Wprowadzenie nowych reform w życie wymagało jednak podniesienia podatków, co często spotykało się z niechęcią społeczeństwa do rządu. W 1869 roku królowa i premier przyjęli protestantyzm i ustanowili go religią państwową. Chrzest był spowodowany dążeniem władzy do znalezienia sojusznika w Anglii i ograniczenia roszczeń Francji wobec Madagaskaru. Skutkiem tego kroku było jednak zaognienie stosunków z francuskimi osadnikami. Na tym tle doszło do wojny w latach 1883–1885, zakończonej ustanowieniem protektoratu Francji na całej wyspie.
Po śmierci Ranavalony II w 1883 roku premier ożenił się z jej następczynią, Ranavaloną III (1883–1897), ostatnią królową Madagaskaru. Utrzymał antyfrancuski kierunek polityki, co w dwóch ostatnich dekadach XIX wieku przyczyniło się do wybuchu konfliktów między dwoma państwami.
Pod koniec XIX wieku wykrystalizował się system własności ziemskiej. Menabe, ziemia prywatna i częściowo apanażowa, oraz ziemie nieuprawne stanowiły własność panującego. Menakely (lenno) było w posiadaniu vodivona (wasal). Pozostała ziemia należała do fokonolony (gromada), członkowie gromady uprawiali tę ziemię wspólnie. Każdy członek fokolony mógł dostać w dziedziczne władanie zaratany (działka pod uprawę lub zabudowanie), którą można było za zgodą gromady sprzedać innemu członkowi gromady. Od fokolony rolnik mógł dostać także hetra (pole ryżowe). Gromady zarządzały pastwiskami i lasami.

## Protektorat francuski
Francja, zdobywająca od królów malgaskich w XIX wieku coraz większe koncesje, wciąż miała zakusy w celu podbicia całej wyspy. W drugiej połowie XIX wieku na Madagaskarze nastąpił rozwój przemysłu i rzemiosła. Pojawiły się pierwsze manufaktury. Zorganizowano przemysł wydobywczy. Francja, dążąca do przekształcenia wyspy w swoją kolonię, w latach 1883–1885 toczyła z Madagaskarem wojnę. Flota francuska, po uprzednim zbombardowaniu portów, odcięła wyspę od kontaktów zagranicznych.
Sprawa Madagaskaru była jednym z tematów zorganizowanej z inicjatywy Ottona von Bismarcka w 1885 roku w Berlinie konferencji, dotyczącej podziału wpływów w Afryce. Zgodnie z postanowieniami wyspa miała znaleźć się w strefie francuskiej. Ranavalona III została zmuszona do podpisania z Francją układu, na mocy którego Madagaskar został przekształcony w protektorat, a francuski rezydent uzyskał prawo do prowadzenia polityki zagranicznej wyspy. Ranavalona III zrzekła się zatoki Diego Suarez i została zobowiązana do zapłacenia wysokiej kontrybucji. Na podstawie traktatu władze francuskie dokonały dyslokacji oddziałów swoich wojsk w różnych punktach państwa. 5 września 1890 roku nastąpiło podpisanie układu między Anglią i Francją. Brytyjczycy zaakceptowali protektorat francuski nad Madagaskarem, Francuzi zaś potwierdzili prawa Anglii do Zanzibaru. 18 listopada 1890 roku protektorat Francji potwierdziły Niemcy w zamian za uznanie ich władzy w Niemieckiej Afryce Wschodniej.
Podporządkowanie Madagaskaru przez Francję wywołało reakcję społeczeństwa. Jako pierwsi zbrojny opór stawili mieszkańcy południa, następnie powstanie objęło niemal cały kraj. W 1890 roku władze francuskie przedstawiły wyspie ultimatum, którego Malgasze nie mogli przyjąć, gdyż oznaczało to zrzeczenie się niepodległości. W 1895 roku piętnastotysięczna armia francuska dokonała desantu i zajęła Tananariwę. W 1896 roku rząd francuski zatwierdził ustawę o aneksji Madagaskaru. Do stłumienia powstania i wprowadzenia ustawy w życie na wyspę została wysłana armia pod dowództwem generała Josepha Gallieniego. Powstanie upadło. W 1895 roku premier Rainilaiarivony został deportowany do Algieru. W 1897 roku deportowano także królową Ranavalonę III po wymuszeniu na niej podpisania aktu abdykacji. Na wyspie został wprowadzony reżim krwawego terroru. Polityka Gallieniego była skierowana na podsycanie separatystycznych nastrojów wśród feudałów, podżeganie do walk międzyetnicznych. W 1904 roku Madagaskar został spacyfikowany przez wojska francuskie.

## Madagaskar kolonią francuską

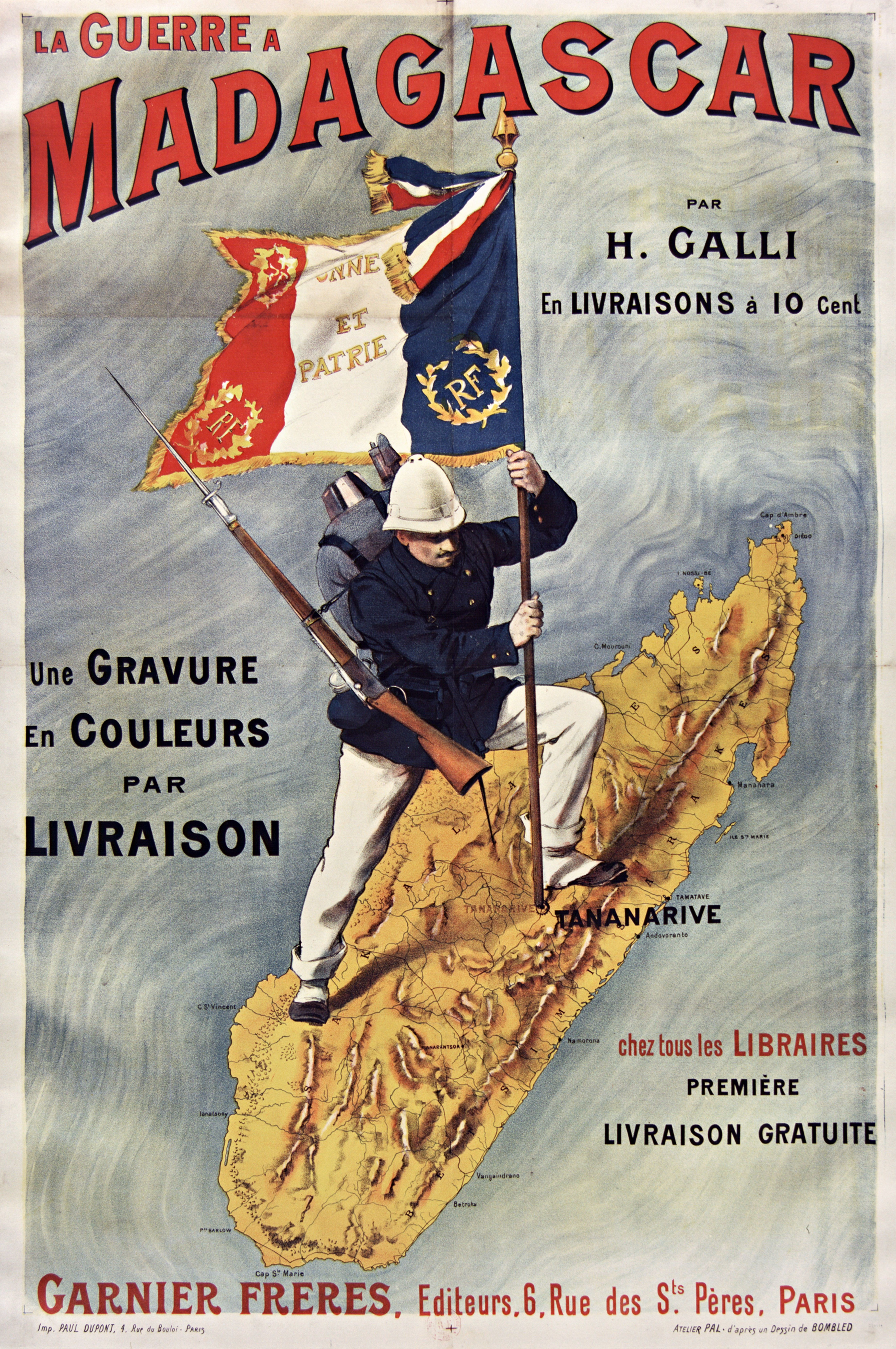
Francuski plakat kolonialny (1895)

Po objęciu władzy na Madagaskarze Francuzi rozpoczęli wdrażanie koncepcji rządów bezpośrednich. Zmiany w administracji i prawie miały na celu stopniowe wchłanianie przez aparat administracji francuskiej miejscowych instytucji oraz uporządkowanie malgaskich przepisów prawnych.
Mieszkańcy Madagaskaru uznawani byli za poddanych francuskich. Posiadali wolność i prawa osobiste. Odmówiono im nadania obywatelstwa i praw politycznych. Obywatelstwo można było dostać dzięki znajomości języka francuskiego, zasługom wobec państwa lub małżeństwu z obywatelem francuskim. Zabroniono stosowania praktyk, niezgodnych z etyką europejską. Zakazano przede wszystkim ordaliów.
W terminologii urzędniczej pozostawiono nazwy urzędów i jednostek administracyjnych sprzed 1896 roku. Wyspa stanowiła federację, na czele której stał gubernator generalny, podporządkowany ministrowi do spraw kolonii. Gubernatorowi generalnemu podlegali gubernatorzy kolonii. Cercles i subdivisions mieli pieczę nad porządkiem publicznym, sądownictwem, gospodarką oraz rynkiem pracy. Najwyższe stanowiska na szczeblu obwodowym i powiatowym były obsadzane wyłącznie obywatelami francuskimi. W miastach istniały samorządy, składające się z przedstawicieli kolonistów i tubylców. Mpiadydy (wójt), wspomagany przez mpikarakara (sekretarz), sprawował władzę w fokontany (gmina). Najniższą jednostką administracyjną Madagaskaru była fokonolona (gromada), zarządzana przez notabli plemiennych.
Umocnienie francuskich wpływów politycznych i gospodarczych pociągnęło za sobą kolonizację wyspy. Zlikwidowano własność feudalną, zniesiono lenna i ziemie koronne, ustanowiono własność indywidualną, a z ziem państwowych wyłączono ponadmilionowy obszar, który przeznaczono na koncesje dla kolonistów. Ziemie uprawne wykorzystano między innymi na założenie plantacji kawy, na których według ustawy o pracy przymusowej robotnicy mieli odpracować 50 dni roboczych przy 9 godzinach dziennie. W latach 1905–1919 rząd francuski wdrażał na wyspie politykę tzw. przysposobienia, polegającą na umocnieniu więzi kolonii z metropolią. Dzięki temu w I wojnie światowej po stronie francuskiej walczyło około 45 tysięcy Malgaszy.
Po aneksji na Madagaskarze zmalała rola prowadzących działalność oświatową misji katolickich i protestanckich. Rząd francuski wprowadził świeckie nauczanie elementarne. Obowiązek uczęszczania do szkół elementarnych miały dzieci, mieszkające w promieniu trzech mil od placówek. Założono także szkoły okręgowe i zawodowe. Otworzono pierwszą uczelnię wyższą o profilu medycznym Le Myre de Villiers w Antananarywie.
Na początku XX wieku na Madagaskarze narodził się ruch nacjonalistyczny i niepodległościowy. W 1913 (lub 1912) roku ze strony grupy intelektualistów z Merina pod przywództwem pastora Ravelojoany wyszła inicjatywa utworzenia tajnej organizacji narodowościowej VVS (Vy Vato Sakelika – Związek Ludu Malgaskiego), zainspirowanej japońskim modelem modernizacji państwa. Siedziba VVS mieściła się w Antananarywie. W 1915 roku Związek został zdelegalizowany, a jego przywódcy aresztowani. Działania VVS przyczyniły się do wywalczenia jednego mandatu dla przedstawiciela Madagaskaru w rządzie francuskim.
Walczący na frontach europejskich w latach 1914–1918 Malgasze mieli możliwość zapoznania się z europejską myślą polityczną początków XX wieku. Weterani wojenni, powracający na Madagaskar po skończeniu działań wojennych, przyczynili się do odrodzenia ruchu nacjonalistycznego. Żądali nadania Malgaszom obywatelstwa i praw politycznych na równi z Francuzami w ramach uznania dla udziału Madagaskaru w wojnie po stronie francuskiej. W 1924 roku zostały powołane delegacje gospodarcza i finansowa, reprezentujące prowincje malgaskie. Delegacje składały się z przedstawicieli osadników francuskich i dwudziestu czterech wybranych przez Rady Notabli Malgaszy. W praktyce nie stanowiły organu decyzyjnego w kwestiach gospodarczych.
W 1922 roku na Madagaskar powrócił Jean Ralaimongo, były niewolnik, nauczyciel oraz najemnik w armii francuskiej w czasach pierwszej wojny światowej. Będąc w Paryżu, Ralaimongo nawiązał kontakty ze środowiskiem lewicowym. Po powrocie na wyspę założył francuskojęzyczne czasopismo L'Opinion, na którego łamach opisywano nadużycia kolonizatorów. Ralaimongo szerzył ideę asymilacji z Francuzami i uczynienia z Madagaskaru prowincji francuskiej. W 1929 roku z jego inicjatywy odbyła się demonstracja pod siedzibą gubernatora generalnego. Wśród organizatorów znalazł się również członek zdelegalizowanego VVS, Ravohangy. Demonstracja została rozpędzona, a przywódcy aresztowani. Zainicjowany przez Ralaimonga ruch przerodził się z czasem w nacjonalizm malgaski, dysponujący czasopismami La Partie Malgache oraz La Nation Malgache.
W okresie międzywojennym o nadanie Madagaskarowi statusu kondominium wystąpiła do rządu francuskiego przeludniona Polska. W myśl poglądom skrajnej prawicy obozu narodowego, szerzącej hasło „Żydzi na Madagaskar”, na wyspę mieli zostać wysłani polscy Żydzi. Polskie starania nie ograniczały się wyłącznie do pozyskania terytorium kolonii francuskiej w celu osiedlenia na nim wyznawców religii mojżeszowej, na wyspie mieli się osiedlać także Polacy. W 1937 roku została zorganizowana pod kierunkiem Mieczysława Lepeckiego rządowa wyprawa Komisji Studiów, mająca na celu zbadanie warunków kolonizacji. Na miejsce osadnictwa wybrano położoną w górach miejscowość Ankanazina. W ekspedycji Lepeckiego uczestniczył Arkady Fiedler, autor książki Jutro na Madagaskar! (1939), która miała zachęcić Polaków do emigracji. Koncepcja uczynienia z Madagaskaru francusko-polskiego kondominium upadła na skutek wybuchu II wojny światowej.

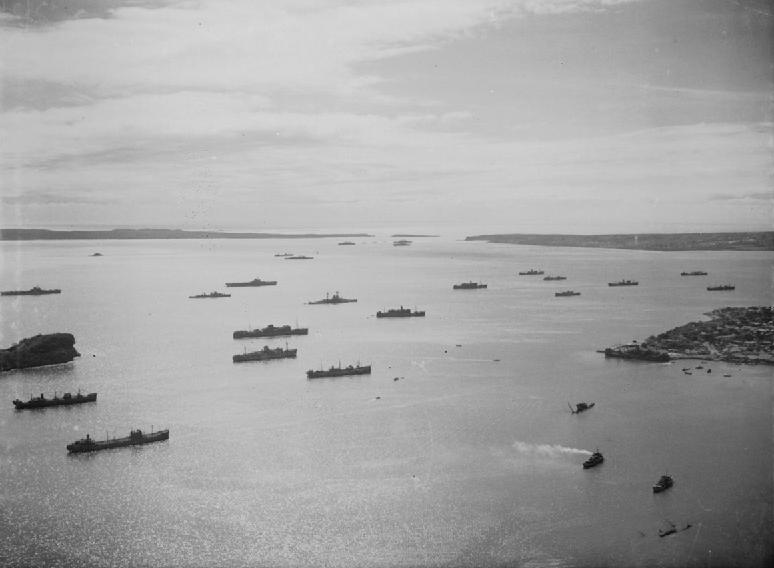
Brytyjska flota w porcie Diégo Suarez (maj 1942)

Podczas drugiej wojny światowej gubernator Madagaskaru opowiedział się po stronie reżimu Vichy, współpracującego z Niemcami i Japonią. W tej sytuacji utworzony w Londynie w 1940 roku francuski ruch polityczno-wojskowy Wolna Francja na czele z generałem Charles’em de Gaulle’em przy wsparciu brytyjskich sił zbrojnych opracowywał plan opanowania wyspy, który miał zapobiec zdobyciu przewagi militarnej na Oceanie Indyjskim przez Japończyków oraz utrudnieniom morskiej komunikacji pomiędzy Wielką Brytanią a Indiami i Australią. Według planu desant aliantów na Madagaskar miały przeprowadzić brytyjskie okręty stacjonujące w Durbanie. W 1942 roku Japonia przeprowadziła kilka rajdów na Oceanie Indyjskim, co przyśpieszyło przyjęcie przez aliantów planu, któremu nadano kryptonim „Operacja Ironclad”. Polegał on na przeprowadzeniu desantu na wyspę w terminie sześciotygodniowym.
Walki o Madagaskar rozpoczęły się 5 maja 1942 roku. Brytyjskie oddziały piechoty wylądowały w pobliżu portów Diégo Suarez i Arrachart, gdzie mieściła się francuska baza lotnicza. Po trzech dniach walk opór wojsk francuskich na tym odcinku został przełamany. Dnia 22 czerwca 1942 roku na przyczółku wylądowała 22 Wschodnioafrykańska Grupa Bojowa, a kilka tygodni później przybyły południowoafrykańska 7 Brygada Zmotoryzowana i rodezyjska 27 Brygada Piechoty.
Jednocześnie od 5 maja 1942 roku trwały walki na morzu. Przeciwko flocie inwazyjnej bezskuteczne działania podjęły francuskie okręty podwodne. Dwa zostały zatopione, a jeden uszkodzony. Na przełomie maja i czerwca w pobliżu wyspy operowały też cztery japońskie okręty podwodne, będące nosicielami miniaturowych łodzi podwodnych. Zdołały one uszkodzić pancernik HMS „Ramillies” oraz zatopić jeden z tankowców. Dalsze ich działania nie przyniosły jednak spodziewanych efektów i po kilku dniach Japończycy opuścili wody Madagaskaru.
Dnia 10 września 1942 roku rozpoczęła się druga faza operacji. Siły alianckie wylądowały na południowym zachodzie wyspy, zająwszy miasto portowe Mahajangę. Osiem dni później zdobyto też Tamatave. Pod koniec września alianci zajęli stolicę wyspy i położone na południe od niej miasto Ambalavao. W ostatnim dniu września doszło do zajęcia południowo-zachodniego miasta Toliara i położonego na południowym zachodzie Fortu Daulphin. Pozostałe w głębi Madagaskaru siły francuskie, po nieudanej kontrofensywie, skapitulowały 5 listopada 1942 roku pod Ilhosy na południu wyspy.

## Madagaskar terytorium zamorskim Francji
Wojna przyczyniła się do uprzemysłowienia szeregu kolonii europejskich na południe od Sahary. W społeczeństwach wykształciły się nowe warstwy społeczne, burżuazja i proletariat, które zaczęły stanowić główną siłę w dążeniu do uzyskania niepodległości. Jesienią 1945 roku Malgasze i osadnicy francuscy wybrali do Zgromadzenia Konstytucyjnego IV Republiki Francuskiej dwóch przedstawicieli, Josepha Rasetę i Josepha Ravoahangy, zwolenników idei samostanowienia narodów, zapewnionej przez Kartę Atlantycką z 1941 roku oraz potwierdzonej w 1944 roku na konferencji w Brazzaville w Kongo. W Paryżu Raseta i Ravoahangy oraz mieszkający we Francji malgaski pisarz Jacques Rabemananjara założyli partię MDRM (Mouvement Démocratique de la Rénovation Malgache – Demokratyczny Ruch Odnowy Malgaskiej), która zjednoczyła kilka utworzonych w 1946 roku na wyspie mniejszych partii politycznych. W krótkim czasie MDRM liczyła już około trzystu tysięcy członków. Na scenie politycznej rywalem MDRM była Partia Wydziedziczonych Madagaskaru (Parti des Déshérités Malgaches), skupiająca głównie côtiers (mieszkańców wybrzeża) oraz potomków niewolników z płaskowyżu centralnego.
27 października 1946 roku została uchwalona konstytucja IV Republiki, według której status Madagaskaru został zmieniony z kolonii na terytorium zamorskie (territoire d’outre-mer) w ramach Unii Francuskiej. Konstytucja zapewniła równość praw politycznych wszystkim terytoriom, podległym Francji, oraz obywatelstwo ich mieszkańcom. Madagaskar został podzielony na prowincje, gdzie władzę sprawowały samorządy lokalne. Z każdej prowincji wybierano reprezentantów do Zgromadzenia Narodowego z siedzibą w Anatananarywie. W pierwszych wyborach większość mandatów, z wyjątkiem prowincji Mahajanga, otrzymali kandydaci z partii MDRM.
Mimo zmian politycznych i ustrojowych, sytuacja na Madagaskarze była niestabilna. Pogłębiający się kryzys gospodarczy i społeczny, spowodowany brakiem żywności, aferami, przymusem do pracy oraz napięciami etnicznymi, wywoływał niezadowolenia w społeczeństwie. 29 marca 1947 roku malgascy nacjonaliści z Demokratycznego Ruchu Odnowy Malgaskiej (choć jej przywódcy negowali swój udział) wywołali powstanie. Zryw objął jedną trzecią terytorium wyspy. Francuzi byli w stanie przywrócić spokój dopiero po przybyciu posiłków z Francji. Liczba ofiar była różnie szacowana: od sześćdziesięciu tysięcy poprzez osiemdziesiąt tysięcy do stu tysięcy osób. Sporządzone po zajściach raporty francuskie wskazywały na liczbę jedenastu tysięcy ofiar, spośród których sto osiemdziesiąt osób nie było Malgaszami. Uczestnikom zasądzano wyroki od krótkotrwałego więzienia aż do kary śmierci. Skazano dwudziestu przywódców rebelii. Szacuje się, że ogółem wydanych zostało od pięciu do sześciu tysięcy wyroków.
W 1956 roku rząd francuski wydał ustawę, wprowadzającą wybory powszechne, co przyczyniło się do zniesienia podziału politycznego między Merina a côtiers i zwiększenia politycznej pozycji ostatnich. Pod koniec lat 50. XX w. nasiliły się dyskusje na temat stosunków Madagaskaru z Francją. Na wyspie powstały dwie partie. PSD (Parti Social Démocrate de Madagascar – Socjaldemokratyczna Partia Madagaskaru) opowiadała się za autonomią w ramach Unii Francuskiej. Dowodził partią poseł na Zgromadzenie Narodowe Philibert Tsiranana, pochodzący z północy wyspy z ludu Tsimihety. W krótkim czasie w ramach PSD zjednoczyły się mniejsze partie, założone przez côtiers. Jej głównym ośrodkiem było opozycyjnie nastawione wobec MDRM miasto Mahajanga. Drugą nowo powstałą partią była AKFM (Antokon’ny Kongresy Fanafahana an’i Madagasikara), którą kierował Richard Andriamanjato, z pochodzenia Merina. AKFM opowiadała się za nacjonalizacją przemysłu, kolektywizacją, opuszczeniem Unii Francuskiej oraz odrzuceniem języka, obyczajów i kultury francuskiej na rzecz tradycji malgaskich.
4 października 1958 roku we Francji została przyjęta Konstytucja V Republiki. Na jej mocy utworzono Wspólnotę Francuską, która objęła terytoria byłego francuskiego imperium kolonialnego. Do kompetencji Wspólnoty należało podejmowanie decyzji w sprawach polityki zagranicznej, obrony, finansów, gospodarki, sprawiedliwości, szkolnictwa wyższego, transportu, poczty i telegrafu.
Początkowo idea Wspólnoty Francuskiej zakładała przekształcenie byłych kolonii francuskich w republiki autonomiczne oraz zacieśnienie stosunków polityczno-gospodarczych między byłymi koloniami a metropolią. 28 września 1958 roku na Madagaskarze przeprowadzono referendum, które miało ustalić dalsze losy kraju. 14 października 1958 roku autonomiczna Republika Malgaska na podstawie wyników referendum weszła w skład Wspólnoty Francuskiej. Pierwszym prezydentem został kandydat PSD, Philibert Tsiranana, wybrany 27 kwietnia 1959 roku.

## Niepodległy Madagaskar

### Pierwsza Republika

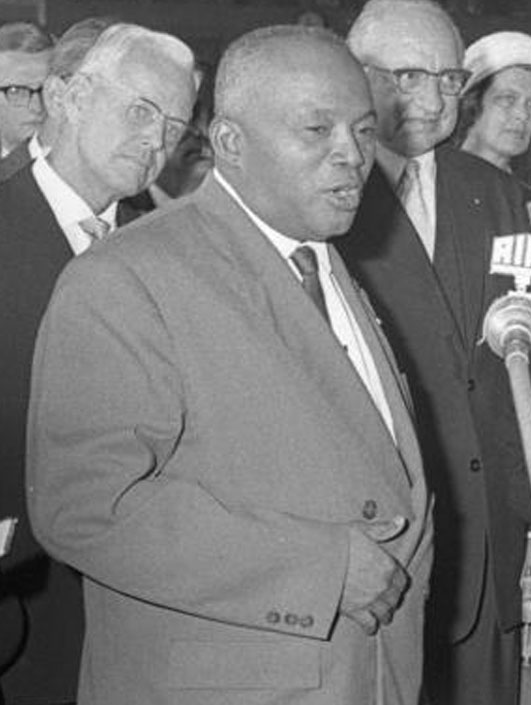
P. Tsiranana
(1912–1978)

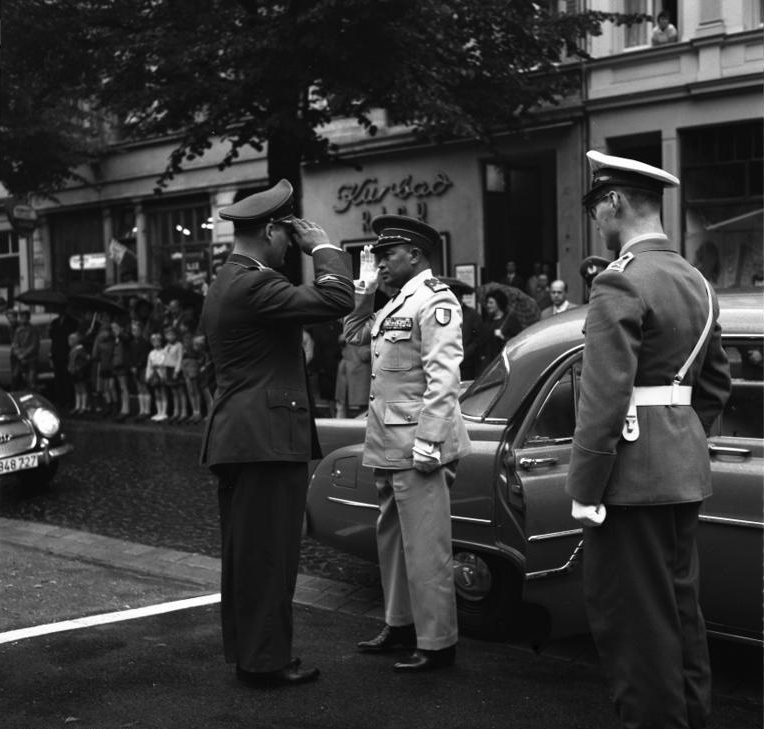
Gabriel Ramanantsoa (1961)

24 czerwca 1960 roku do Konstytucji V Republiki wniesiono poprawki, które zakładały, że członek Wspólnoty może uzyskać niepodległość, pozostając przy tym jednocześnie w składzie Wspólnoty. Wobec nasilających się ruchów niepodległościowych w kraju Madagaskar 26 czerwca 1960 roku otrzymał niepodległość, jednak pozostał w składzie Wspólnoty, stosunki z którą miało regulować czternaście podpisanych umów i konwencji francusko-madagaskarskich.
20 czerwca 1960 roku Madagaskar, wraz z szesnastoma państwami afrykańskimi, które w Roku Afryki ogłosiły niepodległość, przystąpił do Organizacji Narodów Zjednoczonych. W grudniu 1960 roku Madagaskar przyłączył się do tzw. „grupy Brazzaville”, która miała być łącznikiem między Wspólnotą Francuską a pozostałymi państwami afrykańskimi. Do grupy weszli członkowie Wspólnoty Francuskiej, państwa Rady Ententy (Górna Wolta, Niger, Benin, Togo, Wybrzeże Kości Słoniowej) i Kamerun. Rok później na konferencji w Jaunde grupa Brazzaville powołała Afrykańsko-Malgaską Organizację Współpracy Gospodarczej (OAMCE – Organisation Africaine et Malgache de Coopération Economique), która miała przygotować podwaliny pod utworzenie wspólnego rynku afrykańskiego.
Początkowy okres rządów Tsiranany charakteryzował się współpracą ze zwolennikami poglądów politycznych MDRM i AKFM. Prezydent dążył także do utrzymania i zacieśnienia stosunków polityczno-gospodarczych z Francją i państwami zachodnimi. Swoją władzę budował na poparciu côtiers, pomijając młodzież i klasę średnią Merina.
Na początku lat 70. XX w. na scenie politycznej pojawiły się nowe siły. W kwietniu 1971 roku powstała Monima (Mouvement pour l’Indépendance National de Madagaskar – Narodowy Ruch Niepodległości Madagaskaru). Ruch narodził się z inicjatywy uczestnika powstania w 1947 roku – Monja Jaona, wywodzącego się z południowych côtier. W 1971 roku Monima wywołała powstanie chłopskie w prowincji Toliara, dotkniętej wówczas epidemią u bydła. Rząd, zamiast uwolnić rolników od podatków, dalej je pobierał. Rebelianci liczyli na militarne wsparcie Chin, jednak pomoc nie nadeszła. Powstanie upadło, a jego przywódcy, w tym Monja Jaona, zostali deportowani na wyspę Nosy Lava. W powstaniu zginęło od pięćdziesięciu do tysiąca osób. Monima została zdelegalizowana.
Drugą siłą polityczną byli studenci, którzy na początku 1972 roku zorganizowali strajk generalny w Antananarywie. Przyczyną niezadowoleń było zaniedbanie przez władzę kultury i oświaty. Nie zostały wznowione umowy o współpracy kulturalnej z Francją, w dalszym ciągu nie ułatwiono młodzieży z biedniejszych rodzin wstępu na uczelnie wyższe. Strajk studencki odbił się echem na prowincjach. Do protestujących dołączyli urzędnicy, robotnicy, chłopi i bezrobotni. Demonstranci oblegali ratusze i francuskojęzyczne biura prasowe. W dniach 12–13 maja 1972 roku rząd zdecydował się na przerwanie strajku przy wsparciu FRS (Force Républicaine de Sécurité – Republikańskie Siły Bezpieczeństwa). 13 maja FRS otworzyły ogień do uczestników protestów. W zamieszkach zginęło od piętnastu do czterdziestu osób, około stu pięćdziesięciu zostało rannych. Przywódców aresztowano i zesłano na Nosy Lava. Wprowadzono zakaz demonstracji. Tsiranana ogłosił stan wojenny.

### Stan wojenny 1972–1975
18 maja rząd Tsiranany podał się do dymisji. Władzę w państwie przejęła Armia Krajowa pod dowództwem pochodzącego z Merina generała Gabriela Ramanantsoa, co zostało zaakceptowane przez opozycję i uczestników strajku. Tsinaranana pełnił formalnie swoje funkcje do 11 października 1972 roku, gdy, ulegając presji publicznej, zrezygnował z prezydentury i złożył swój urząd na ręce Ramanantsoa.
Reżim wojskowy Ramanantsoa nie rozwiązał problemów gospodarczych. W środowisku sprawujących władzę wojskowych dochodziło do rezonansów na tle etnicznym. 31 grudnia 1974 roku kilku oficerów côtier usiłowało dokonać zamachu stanu. 5 lutego 1975 roku Ramanantsoa złożył urząd na ręce pochodzącego ze szczepu Merina pułkownika Richarda Ratsimandravy. 11 lutego Ratsimadrava zginął w zamachu. W obliczu grożącej wojny domowej władzę w kraju przejął Dyrektoriat Narodowo-Wojskowy, wprowadzając cenzurę i zawieszając działalność wszystkich partii politycznych.
15 czerwca 1975 roku Dyrektoriat Narodowo-Wojskowy ustanowił przewodniczącym nowo utworzonego organu władzy państwowej – Najwyższej Rady Rewolucyjnej – komandora Didiera Ratsirakę, côtier ze szczepu Betsimisaraka, postrzeganego przez zwolenników zwalczających się poglądów politycznych jako kandydat kompromisowy.

### Druga Republika
21 grudnia 1975 roku na Madagaskarze odbyło się referendum. Na podstawie jego wyników prezydentem tzw. Drugiej Republiki – Demokratycznej Republiki Madagaskaru – został piastujący dotychczas urząd przewodniczącego Najwyższej Rady Rewolucyjnej – Didier Ratsiraka. Podpisana na początku rządów przez prezydenta Karta Rewolucji Malgaskiej (Boky Mena – „Czerwona książka”) zakładała wzmocnienie orientacji socjalistycznej i przeprowadzenie rewolucji socjalistycznej. Zgodnie z zawartymi w Boky Mena postulatami społeczeństwo Madagaskaru miało opierać się na „pięciu filarach rewolucji”: Najwyższej Radzie Rewolucyjnej, klasie chłopsko-robotniczej, inteligencji, kobietach oraz wojsku.
Nowy kierunek polityki wpłynął na wszystkie dziedziny życia państwa. Najwyższa Rada Rewolucyjna przejęła kontrolę nad państwową gospodarką i mediami. Dekolonizacja wyspy i nacjonalizacja gospodarki przyczyniły się do osłabienia politycznych związków Madagaskaru z Francją, jakkolwiek była metropolia pozostała partnerem handlowym Drugiej Republiki. W kraju ogłoszono tzw. „malgasizację”, kładąc nacisk na rozwój rodzimej oświaty i mediów. Zorientowany na socjalizm Madagaskar nawiązał kontakty z państwami socjalistycznymi, które upatrywały w nowo powstałych państwach afrykańskich swoich naturalnych sojuszników, proponując im inny, odmienny od kapitalistycznego Zachodu, model rozwoju ustrojowego.
W styczniu 1976 roku do zdominowanej przez wojskowych Najwyższej Rady Rewolucyjnej dołączyło dziesięciu cywili, co miało wzmocnić autorytet władzy. Dwa miesiące później powstała partia rządowa AREMA (Antokin’ny Revolisiona Malagasy – Awangarda Rewolucji Malgaskiej) na czele z prezydentem, która wraz z pięcioma partiami malgaskimi utworzyła koalicję FNDR (Front National pour la Défense de la Révolution – Front na rzecz Obrony Rewolucji).
Polityka gospodarcza rządu, skierowana na przejęcie kluczowych dla kraju sektorów gospodarki już w 1977 roku wywołała niezadowolenie społeczeństwa. We wrześniu 1977 roku i w maju 1978 roku w Antananarywie odbyły się demonstracje antyrządowe, wywołane pogłębiającym się kryzysem gospodarczym. W obu przypadkach Ratsiraka użył wojska dla przywrócenia porządku w stolicy. Opór społeczny przyczynił się do złagodzenia przez rząd polityki gospodarczej i wprowadzenia reform wolnorynkowych, których wymagał Międzynarodowy Fundusz Walutowy przy ONZ, aby zapewnić krajowi wsparcie finansowe.
W latach 80. XX w. poparcie społeczne dla AREMA i Ratsiraki spadło. Było to wywołane zachodzącymi zmianami w Europie. Upadek Muru Berlińskiego i osłabienie bloku komunistycznego przyczyniły się do zwrotu w polityce Madagaskaru. W 1989 roku międzynarodowi obserwatorzy podczas wyborów zrelacjonowali w raportach szereg nieprawidłowości i łamanie zasad głosowania, co wywołało zamieszki w stolicy państwa. Ratsiraka stłumił bunt przy pomocy wojska. Liczba ofiar oszacowana była na siedemdziesięciu pięciu zabitych i rannych. W maju 1991 roku w państwie zaczął się strajk generalny, który sparaliżował gospodarkę. 10 sierpnia 1991 roku około czterystu tysięcy Malgaszy wzięło udział w pokojowej demonstracji pod pałacem prezydenckim. Gwardia prezydencka otworzyła ogień do manifestujących. 31 października 1991 roku Ratsiraka został zmuszony do podpisania porozumienia, w którym wyraził zgodę na ustanowienie nowej konstytucji oraz wprowadzenie pluralizmu politycznego. W demokratyzacji państwa wziął udział dopuszczony do rządu przywódca opozycyjnej partii CFV (Comité des Forces Vives – Komitet Sił Aktywnych) – Albert Zafy – pochodzący z północno-centralnego wybrzeża wyspy côtier ze szczepu Tsimihety.
19 sierpnia 1992 roku na Madagaskarze został przyjęty projekt nowej konstytucji, ograniczającej uprawnienia prezydenta. 25 listopada odbyły się wybory prezydenckie. W pierwszej turze żaden z wiodących kandydatów nie uzyskał większości głosów. Albert Zafy, lider opozycyjnej wobec poprzedniego rządu grupy CFV zdobył 46%. Ratsiraka, kandydat nowo powstałej partii MMSM (Mouvement Militant pour le Socialisme Malgache), uzyskał 29% głosów. W drugiej turze wyborów z 10 lutego 1993 roku Zafy zdobył przewagę – 67%.

### Trzecia Republika
W dniu zaprzysiężenia nowego prezydenta 27 marca 1993 roku ogłoszono Trzecią Republikę. Kolejne wybory 13 czerwca 1993 roku, tym razem do parlamentu, dały przewagę partii CFV, co pozwoliło jej utworzyć mocną koalicję rządową, jednak już na początku 1994 roku władza musiała zmierzyć się z kryzysem politycznym i gospodarczym. W koalicji doszło do pogłębienia podziałów na tle etnicznym. W gospodarce nastąpiło zwiększenie deficytu budżetowego.
Rządy Zafy’ego zakończyły się impeachmentem w lipcu 1996 roku, gdy parlament oskarżył głowę państwa o nadużycie władzy. Przedterminowe wybory w listopadzie 1996 roku dały zwycięstwo byłemu prezydentowi – Didierowi Ratsirace, zaś parlamentarne w 1998 roku zapewniły większość mandatów partii AREMA. Kryzys gospodarczy na przełomie tysiącleci i rosnące wobec tego niepokoje w państwie wymusiły ogłoszenie wcześniejszych wyborów prezydenckich. Po wyborach w grudniu 2001 roku, na skutek nieuznania ich wyników przez obu kandydatów – Didiera Ratsirakę i Marca Ravalomananę – w państwie powstały dwa ośrodki władzy, co wywołało kryzys konstytucyjny. Swój ośrodek władzy Ratsiraka skupił w prowincji Mahajanga, zamieszkanej przez popierających go Malgaszów z wybrzeża, i groził nawet secesją. W Antananarywie władzę sprawował popierany przez Sąd Najwyższy oraz mieszkańców centralnej części państwa burmistrz Marc Ravalomanana, rywal polityczny Ratsiraki. Do zażegnania konfliktu na Madagaskarze przyczyniła się Organizacja Jedności Afrykańskiej oraz Stany Zjednoczone, które wyraziły poparcie dla Ravalomanany. W połowie 2002 roku Ratsiraka zgodził się opuścić kraj i wyjechać do Francji. W tymże roku został oskarżony o defraudację pieniędzy publicznych w wysokości ośmiu milionów dolarów amerykańskich i skazany na dziesięć lat robót publicznych (w 2011 roku na fali demokratyzacji został oczyszczony z zarzutów i pozwolono mu na powrót do kraju). Wybory parlamentarne w grudniu 2002 roku dały zwycięstwo partii Ravalomanany – TIM (Tiako I Madagasikara – Kocham Madagaskar). AREMA zachowała większość w Senacie.
Na początku rządów Ravalomanana ogłosił zamiar zerwania wpływów francuskich na kulturę i oświatę Madagaskaru, deklarował przywrócenie krajowi jego języka i tradycji, likwidację korupcji wśród polityków oraz poprawienie infrastruktury i sfery socjalnej. Państwo doby Ravalomanany należało do najbiedniejszych w Afryce. Prezydent był krytykowany za nieradzenie sobie z likwidacją ubóstwa w kraju, jednak udało mu się zmodernizować infrastrukturę, polepszyć warunki funkcjonowania resortu zdrowia i oświaty. W wyniku jego działań korupcja urzędników została ograniczona. W kraju nasilał się kryzys finansowy, wzrastała inflacja i bezrobocie.
18 listopada 2006 roku na Madagaskarze, podczas nieobecności Ravalomanany w kraju, miał miejsce nieudany zamach stanu. Usiłował go dokonać generał Andrianafidisoa, który zakwestionował władzę prezydenta i ogłosił stan wojenny. Konflikt został zażegnany przed grudniowymi wyborami prezydenckimi, w których Ravalomanana uzyskał reelekcję. W lipcu 2007 roku, przed jesiennymi wyborami do parlamentu, Ravalomanana rozwiązał Zgromadzenie Narodowe, uzasadniając decyzję brakiem poparcia społeczeństwa dla władzy ustawodawczej. W styczniu 2009 roku rozpoczął się kryzys polityczny w kraju oraz masowe protesty przeciw władzy Marca Ravalomanany. Po trwających kilka miesięcy zamieszkach, prezydent 17 marca 2009 roku ustąpił ze stanowiska na rzecz przywódcy protestów – Andry’ego Rajoeliny, mera Antananarywy.

### Czwarta Republika
Po objęciu władzy Andry Rajoelina zobowiązał się do przeprowadzenia reform polityczno-gospodarczych, mających na celu wyprowadzenie państwa z kryzysu. Dnia 9 sierpnia 2009 roku Rajoelina podpisał z opozycją porozumienie w kwestii administracyjnej i legislacyjnej, w grudniu jednak wycofał się z niego i przy poparciu 99 mniejszych partii politycznych wyznaczył datę wyborów prezydenckich, parlamentarnych oraz referendum konstytucyjnego. Referendum odbyło się 17 listopada 2010 roku i, choć grupa oficerów próbowała obalić rząd tymczasowy, proponowane przez Rajoelinę zmiany zostały zaakceptowane przez społeczeństwo. Nowa konstytucja weszła w życie 11 grudnia 2010 roku, ustanawiając tym samym Czwartą Republikę. Konstytucja zakładała zmiany w kwestii wieku kandydatów na prezydenta, wprowadziła wobec nich wymóg domicylu. Powołała nowe instytucje państwowe i usankcjonowała rząd tymczasowy.